# Liste der Biografien/Jen
Liste der Biografien |
Portal Biografien |
Personensuche
# |
A |
B |
C |
D |
E |
F |
G |
H |
I |
J |
K |
L |
M |
N |
O |
P |
Q |
R |
S |
T |
U |
V |
W |
X |
Y |
Z |
?
 
Ja |
Jb |
Jd |
Je |
Jh |
Ji |
Jj |
Jl |
Jn |
Jm |
Jo |
Jp |
Jr |
Js |
Jt |
Ju |
Jv |
Jw |
Jy
 
Jea |
Jeb |
Jec |
Jed |
Jee |
Jef |
Jeg |
Jeh |
Jei |
Jej |
Jek |
Jel |
Jem |
Jen |
Jeo |
Jep |
Jeq |
Jer |
Jes |
Jet |
Jeu |
Jev |
Jew |
Jex |
Jey |
Jez
Die Liste der Biografien führt alle Personen auf, die in der deutschsprachigen Wikipedia einen Artikel haben. Dieses ist eine Teilliste mit 1016 Einträgen von Personen, deren Namen mit den Buchstaben „Jen“ beginnt.

## Jen

### Jena
- Jena, Detlef (* 1940), deutscher Historiker und Publizist
- Jena, Eduard von (1826–1909), preußischer Generalleutnant
- Jena, Eduard von (1834–1911), preußischer General der Infanterie
- Jena, Friedrich von (1620–1682), deutscher Rechtswissenschaftler, Diplomat und Staatsmann
- Jena, Gottfried von (1624–1703), preußischer Politiker und Diplomat
- Jena, Günter (* 1933), deutscher Chorleiter und Kirchenmusikdirektor
- Jena, Hans-Jörg von (1931–2001), deutscher Theaterkritiker
- Jena, Jo (* 1979), Gitarrist und Komponist
- Jena, Kishore (* 1995), indischer Speerwerfer
- Jena, Leo von (1876–1957), deutscher Offizier, Mitglied der SS und der Waffen-SS
- Jena, Manfred (1948–2025), deutscher Politiker (SPD), MdL
- Jena, Matthias (1961–2021), deutscher Gewerkschafter
- Jena, Wilhelm von (1797–1879), preußischer Gutsbesitzer und Politiker
- Jenaer Maler, griechischer Vasenmaler
- Jenakijew, Fjodor Jegorowitsch (1852–1915), russischer Ingenieur und Unternehmer
- Jenal, Christa (* 1954), deutsche Lehrerin und Aktivistin
- Jenal, Eileen (* 1999), deutsche Boulespielerin
- Jenal, Georg (1942–2022), deutscher Historiker
- Jenal, Stephanie (* 1998), Schweizer Skirennfahrerin
- Jenal, Urs (* 1961), Schweizer Mikrobiologe und Professor am Biozentrum der Universität Basel, Schweiz
- Jenaldijew, Aslanbek Inalowitsch (1947–2015), sowjetischer Gewichtheber
- Jenamy, Gervasius (1730–1806), österreichischer Jesuit
- Jenamy, Wilhelm (1726–1784), österreichischer Jesuit
- Jenas, Jermaine (* 1983), englischer Fußballspieler
- Jenatsch, Jörg (1596–1639), Schweizer evangelischer Pfarrer, Politiker und Militärführer in GraubündenJörg Jenatsch (1596–1639)

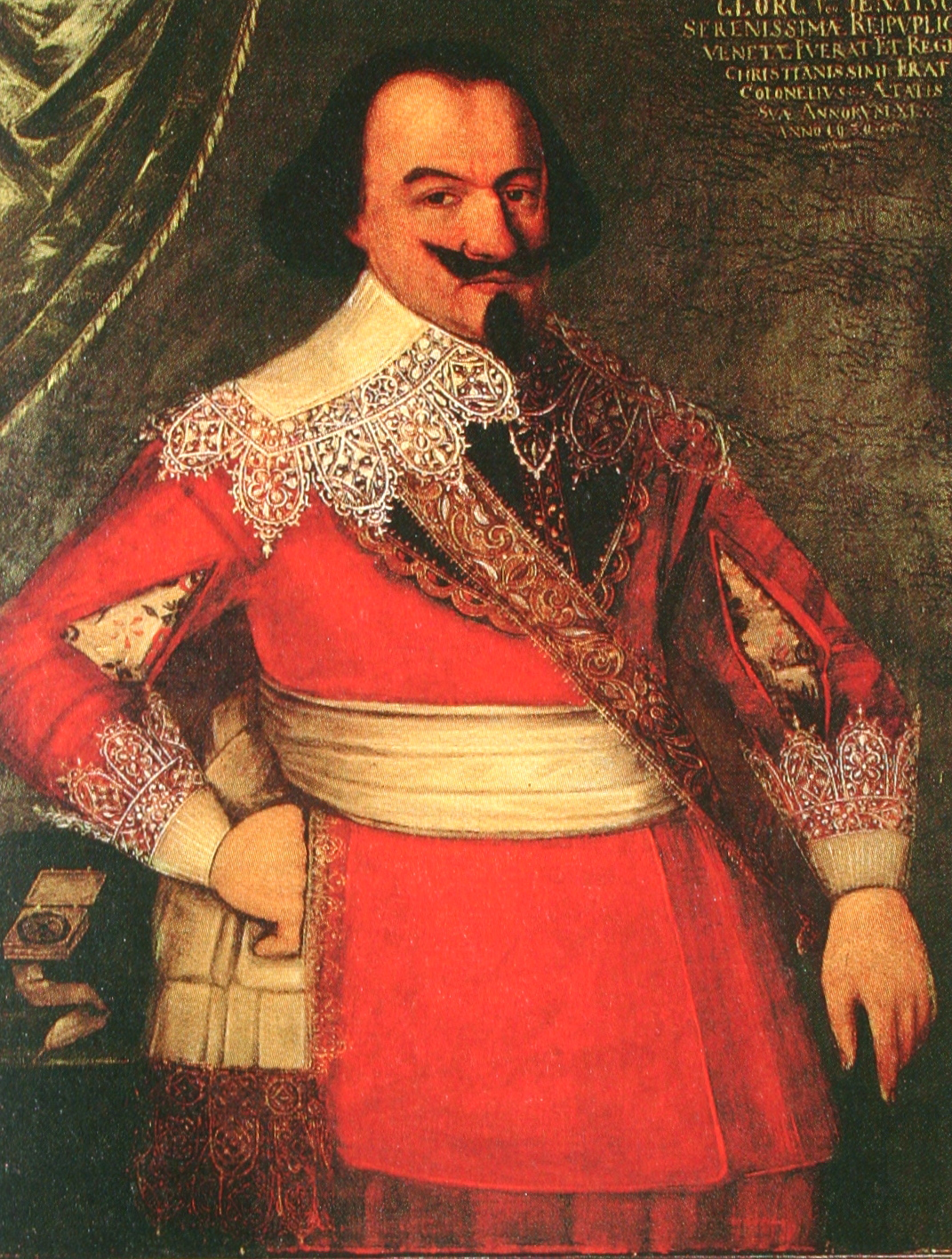
Jörg Jenatsch (1596–1639)

- Jenatschek, Alwin (1931–2009), deutscher Fußballspieler
- Jenatzy, Camille (1868–1913), belgischer Automobilrennfahrer

### Jenb
- Jenbach, Bela (1871–1943), österreichischer Librettist und Schauspieler
- Jenbach, Ida (* 1868), österreichische Schauspielerin, Drehbuchautorin und Journalistin

### Jenc
- Jenčík, Richard (* 1985), slowakischer Eishockeyspieler
- Jenciragic, Belmin (* 2000), österreichischer Fußballspieler
- Jencke, Hanns (1843–1910), Manager des Kruppkonzerns und industrieller Interessenvertreter
- Jencke, Johann Friedrich (1812–1893), königlich-sächsischer Hofrat, Gründer und erster Direktor der Taubstummenschule in Dresden
- Jenckel, Adolf (1870–1958), deutscher Chirurg und Hochschullehrer
- Jenckes, Joseph (1656–1740), britischer Politiker
- Jenckes, Thomas (1818–1875), US-amerikanischer Politiker
- Jenckes, Virginia E. (1877–1975), US-amerikanische Politikerin
- Jencks, Charles (1939–2019), US-amerikanischer Architekt und Architekturtheoretiker
- Jencks, William (1927–2007), US-amerikanischer Biochemiker und Enzymologe
- Jenčová, Veronika (* 2004), tschechische Skispringerin
- Jencquel, Adolph (1792–1855), deutscher Unternehmer
- Jencquel, Ernst (1879–1939), deutscher Ruderer
- Jenčušová, Nora (* 2002), slowakischer Radsportler

### Jend
- Jende, Adam (1861–1918), evangelisch-lutherischer Geistlicher, lettischer Märtyrer
- Jende, Ria (1896–1948), deutsche Stummfilmschauspielerin und Filmproduzentin
- Jendersie, Hans (1915–2003), deutscher Bergbauingenieur
- Jendersky, Karl von (1835–1886), deutscher Theaterschauspieler und -regisseur
- Jendis, Matthias (1959–2009), deutscher literarischer Übersetzer
- Jendly, Max (* 1945), Schweizer Jazzpianist und Bigband-Leiter
- Jendly, Roger (* 1938), Schweizer Schauspieler
- Jendorff, Alexander (* 1970), deutscher Historiker
- Jendorff, Bernhard (* 1940), deutscher katholischer Theologe
- Jendoubi, Karim (* 1975), tunesischer Straßenradrennfahrer
- Jendoubi, Mohamed Khalil (* 2002), tunesischer Taekwondoin
- Jendras, Wilhelm (* 1902), deutscher DBD-Funktionär, MdV
- Jendrassik, Ernő (1858–1921), ungarischer Neurologe
- Jendrassik, György (1898–1954), ungarischer Erfinder
- Jendreiek, Helmut (1928–2006), deutscher Autor und Literaturwissenschaftler
- Jendreiko, Christian (* 1969), deutscher Medienwissenschaftler, Performancekünstler und Hochschullehrer
- Jendrej, Jacek, polnischer Mathematiker
- Jendresen, Erik (* 1959), US-amerikanischer Drehbuchautor und Filmproduzent
- Jendretzky, Hans (1897–1992), deutscher antifaschistischer Widerstandskämpfer und Politiker (USPD, KPD, SED), MdV
- Jendreyko, Hans-Dieter (* 1937), deutscher Schauspieler und Theaterregisseur
- Jendrian, Michael (* 1970), deutscher Fernschachspieler
- Jendrich, Günter (1920–1969), deutscher Journalist, FernsehmoderatorGünter Jendrich (1920–1969)

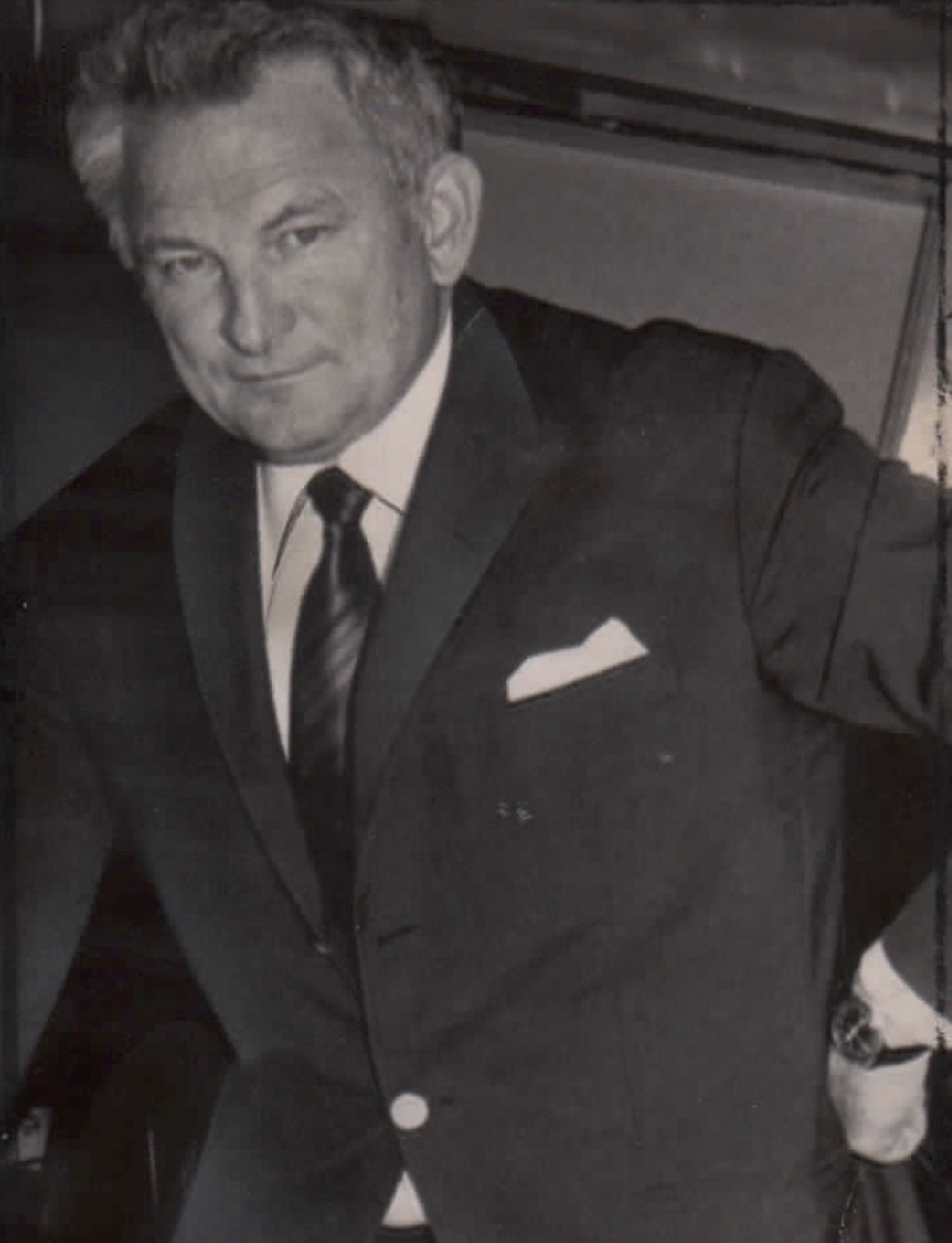
Günter Jendrich (1920–1969)

- Jendrick, Megan (* 1984), US-amerikanische Schwimmerin
- Jendricke, Matthias (* 1972), deutscher Kommunalpolitiker (SPD) und Landrat im Landkreis Nordhausen
- Jendrik (* 1994), deutscher Sänger und Musicaldarsteller
- Jendrišek, Erik (* 1986), slowakischer Fußballspieler
- Jendritzki, Hans (1907–1996), deutscher Uhrmacher und Autor
- Jendritzko, Guido (1925–2009), deutscher Bildhauer, Maler, Grafiker und Fotograf
- Jendrosch, Friedrich (1890–1944), deutscher Politiker (KPD), MdR
- Jendrosch, Klaus-Peter (1939–2008), deutscher Fußballspieler und -trainer
- Jendrosch, Thomas (* 1963), deutscher Wirtschaftspsychologe
- Jendroska, Kurt (* 1935), deutscher Badmintonspieler
- Jendroßek, Julia (* 1992), deutsche SchauspielerinJulia Jendroßek (* 1992)

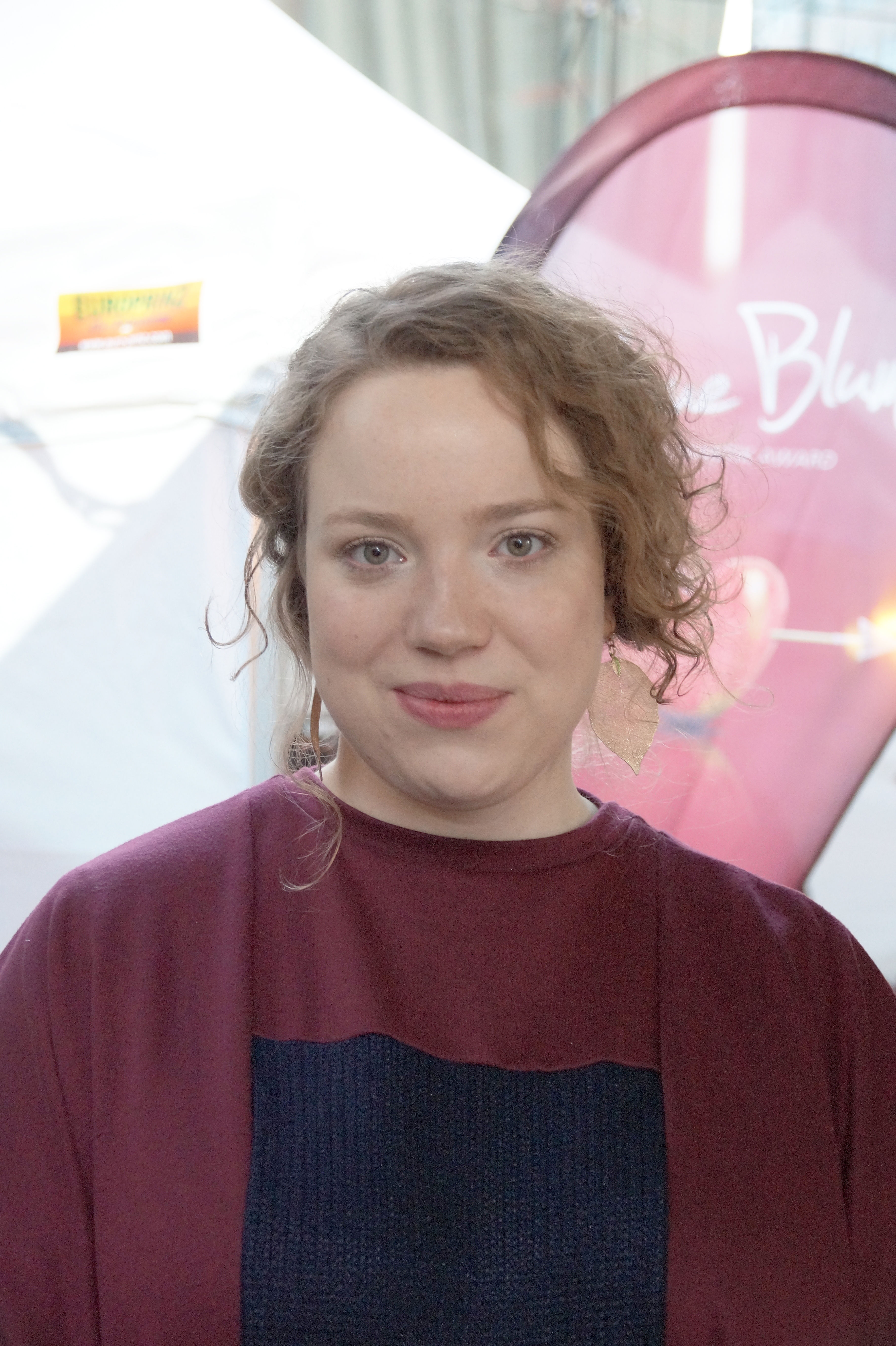
Julia Jendroßek (* 1992)

- Jendrossek, Jürgen (* 1948), deutscher Fußballspieler
- Jendrossek, Kay-Uwe (* 1971), deutscher Fußballspieler
- Jendrusch, Michael (1951–2020), deutscher Fußballspieler
- Jendrusch, Robert (* 1996), deutscher Fußballtorwart
- Jendryk, Jeffrey (* 1995), US-amerikanischer Volleyballspieler
- Jendryschik, Manfred (1943–2025), deutscher Erzähler, Lyriker, Essayist und Herausgeber

### Jene
- Jené, Edgar (1904–1984), deutsch-französischer Maler und Grafiker, Surrealist
- Jene, Hans-Gerhard (* 1961), deutscher Politiker (CDU), MdL
- Jene, Lothar (1946–2007), deutscher Jurist und Journalist
- Jenei, Dezideriu (* 1960), rumänischer Eisschnellläufer
- Jenei, Emerich (* 1937), rumänischer Fußballspieler und -trainer
- Jenemann, Gerhard (* 1951), deutscher Dirigent
- Jenes, Theodore G. Jr. (1930–2023), US-amerikanischer Offizier, Generalleutnant der US-Army
- Jenet, Veronika, deutsch-australische Filmeditorin
- Jenett, Rudolf (1914–1998), deutscher Generalmajor der Bundeswehr
- Jenewein, Elisabeth (* 1951), österreichische Politikerin (SPÖ), Landtagsabgeordnete in Tirol
- Jenewein, Hans-Jörg (* 1974), österreichischer Politiker (FPÖ), Abgeordneter zum Nationalrat, Mitglied des BundesratesHans-Jörg Jenewein (* 1974)

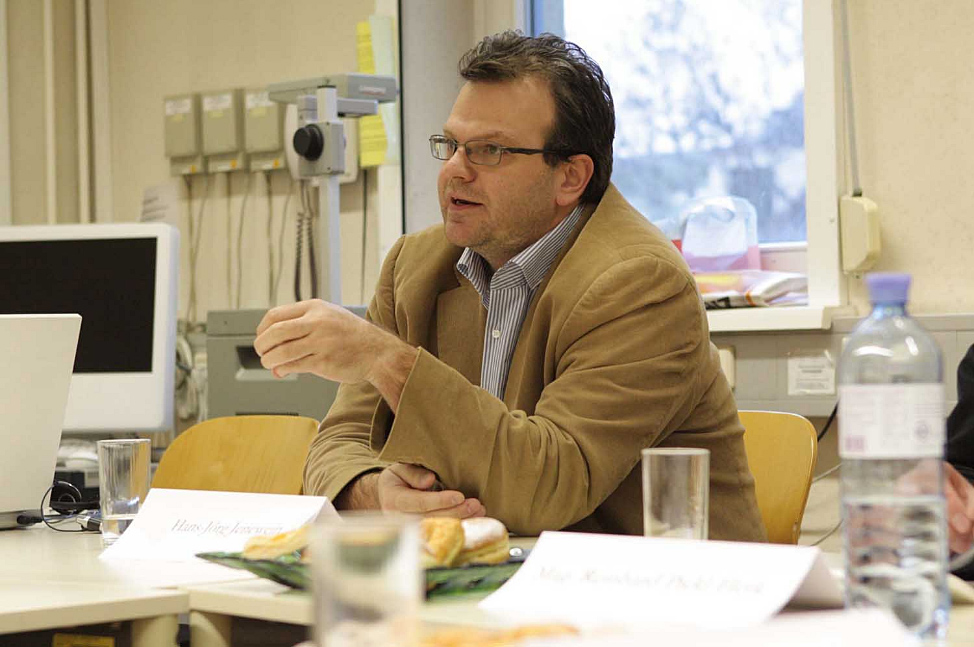
Hans-Jörg Jenewein (* 1974)

- Jenewein, Heinrich (1887–1968), deutscher Unternehmer und Verbandsfunktionär
- Jenewein, Jakob (1713–1745), österreichischer Barockmaler
- Jenewein, Jean-Francois (1945–2002), schweizerisch-österreichischer Unternehmer und Unternehmensberater
- Jenewein, Kevin (* 1993), deutscher Sänger
- Jenewein, Wolfgang (* 1969), deutscher und österreichischer Betriebswirtschafter
- Jeney, László (1923–2006), ungarischer Wasserballer
- Jeney, Ludwig Michael von († 1797), Ingenieur, Kartograph, Schriftsteller und General

### Jeng
- Jeng, Alhaji (* 1981), schwedischer Stabhochspringer
- Jeng, Fatou (* 1996), gambische Umweltaktivistin
- Jeng, Mahtarr M., gambischer Politiker
- Jeng, Ousman (1878–1960), gambischer Politiker
- Jeng, Pa Sallah, gambischer Politiker
- Jeng, Shwu-zen (* 1977), taiwanische Badmintonspielerin
- Jenger, Johann Baptist (1793–1856), österreichischer Beamter und Musiker
- Jengibarjan, Wiktor (* 1981), armenischer Diplomat
- Jengibarjan, Wladimir Nikolajewitsch (1932–2013), sowjetischer Boxer
- Jengibarow, Leonid Georgijewitsch (1935–1972), armenischer und sowjetischer Schauspieler, Clown und Pantomime

### Jeni
- Jenicek, Milos (* 1935), kanadischer Mediziner und Epidemiologe tschechischer Herkunft
- Jenichen, Balthasar, deutscher Goldschmied, Kupferstecher und Verleger
- Jenichen, Gottlob Friedrich (1680–1735), deutscher lutherischer Theologe und Historiker
- Jenichen, Ludwig von (1783–1855), preußischer Generalleutnant
- Jenicke, Hildegard (1856–1937), deutsche Theaterschauspielerin
- Jeníčková, Eva (* 1964), tschechisch-US-amerikanische Filmschauspielerin und Tänzerin
- Jenifer, Daniel (1791–1855), US-amerikanischer Politiker
- Jenifer, Daniel of St. Thomas (1723–1790), US-amerikanischer Politiker
- Jenifer, Franklyn (* 1939), US-amerikanischer Biologe, Hochschullehrer, Rektor von Universitäten sowie Wirtschaftsmanager
- Jeník z Bratřic, Jan (1756–1845), tschechischer Historiker
- Jenik, John (* 1944), US-amerikanischer Geistlicher, emeritierter römisch-katholischer Weihbischof in New York
- Jenik, Tamasi Wachtangowitsch (* 1967), russischer Fußballspieler
- Jenike, Andreas (* 1988), deutscher Eishockeytorwart
- Jenike, Ronja (* 1989), deutsche Eishockeyspielerin und -trainerin
- Jenikolopow, Nikolai Sergejewitsch (1924–1993), armenischer Physikochemiker
- Jeníková, Veronika (* 1964), tschechische Schauspielerin
- Jenin, Iwan Wladimirowitsch (* 1994), russischer Fußballspieler
- Jeningen, Philipp (1642–1704), deutscher Jesuit, Volksmissionar und Mystiker
- Jenings, Edmund (1659–1727), britisch-amerikanischer Politiker
- Jenisch, Christoph (* 1967), deutscher Autor, Komiker und Kabarettist
- Jenisch, Daniel (1762–1804), deutscher lutherischer Theologe
- Jenisch, Emilie (1828–1899), deutsche Stifterin
- Jenisch, Erich (1893–1966), deutscher Literaturhistoriker
- Jenisch, Fanny Henriette (1801–1881), Hamburger Mäzenin
- Jenisch, Georg (* 1969), österreichischer Komponist, Marionettenkünstler, Filmemacher und Theaterleiter
- Jenisch, Hans (1913–1982), deutscher Offizier, zuletzt Kapitän zur See der Bundesmarine
- Jenisch, Jobst Jacob (1658–1741), deutscher Münzmeister
- Jenisch, Justus Heinrich (1690–1772), deutscher lutherischer Theologe
- Jenisch, Karl Friedrich von (1771–1837), deutscher Buchhändler und Verleger
- Jenisch, Margaretha Elisabeth (1763–1832), deutsche Schulleiterin und Mäzenin
- Jenisch, Martin Johann (1760–1827), deutscher Kaufmann und Hamburger Senator
- Jenisch, Martin Johann (1793–1857), Hamburger Senator
- Jenisch, Paul († 1612), deutscher Pädagoge und lutherischer Theologe
- Jenisch, Paul (1558–1647), deutscher evangelischer Theologe und württembergischer Hofmusiker
- Jenisch, Philipp Joseph (1671–1736), deutscher Baumeister
- Jenisch, Zimbert (1587–1645), deutscher Kaufmann
- Jenison, Edward H. (1907–1996), US-amerikanischer Politiker
- Jenison, Madge (1874–1960), US-amerikanische Schriftstellerin, Verlegerin und Inhaberin eines Literarischen Salons
- Jenison-Walworth, Franz Oliver von (1787–1867), bayerischer Politiker und Diplomat
- Jenisy, Jürgen (* 1991), österreichischer Poolbillardspieler
- Jenitsaris, Michalis (1917–2005), griechischer Sänger, Komponist und Bouzouki-Spieler
- Jenitz, Johann († 1589), Kammersekretär und Unternehmer in Sachsen

### Jenj
- Jenjuchina, Galina Jurjewna (* 1959), sowjetische Bahnradsportlerin

### Jenk
- Jenke, Ernst (1883–1950), deutscher Politiker (NSDAP), MdR
- Jenke, Heinrich (1823–1906), deutscher Theaterschauspieler, -regisseur, Komiker und Intendant
- Jenke, Karl (1809–1886), deutscher Theaterschauspieler, Komiker, Theater- und Opernregisseur sowie Intendant und Bühnenbildner
- Jenke, Lutz (* 1967), deutscher Badmintonspieler
- Jenke, Manfred (1931–2018), deutscher Journalist und Publizist
- Jenke, Philipp (* 1978), deutscher Informatiker und Hochschullehrer
- Jenke, Veronika (1810–1841), deutsche Opernsängerin (Sopran)
- Jenkees, Ronald (* 1988), US-amerikanischer Komponist
- Jenkin, Anne, Baroness Jenkin of Kennington (* 1955), britische PR-Beraterin und Mitglied des House of Lords für die Conservative Party
- Jenkin, Fleeming (1833–1885), britischer Elektroingenieur
- Jenkin, Mark (* 1976), britischer Filmregisseur, Drehbuchautor, Kameramann und Filmeditor
- Jenkin, Patrick, Baron Jenkin of Roding (1926–2016), britischer Politiker (Conservative Party), Mitglied des House of Commons
- Jenkins, Alan (* 1947), englischer Rennwagen-Konstrukteur in der Formel 1
- Jenkins, Albert Gallatin (1830–1864), amerikanischer Politiker und Offizier
- Jenkins, Alexander (1802–1864), US-amerikanischer Politiker
- Jenkins, Allen (1900–1974), US-amerikanischer Schauspieler
- Jenkins, Andy (* 1971), englischer Dartspieler
- Jenkins, Art (1934–2012), US-amerikanischer Sänger, Liedtexter, Komponist und Perkussionist
- Jenkins, Barry (* 1979), US-amerikanischer Regisseur und Drehbuchautor
- Jenkins, Billy (1885–1954), deutscher Kunstreiter, Kunstschütze, Lassowerfer, Greifvogeldompteur, Autor
- Jenkins, Billy (* 1956), britischer Musiker
- Jenkins, Carol Mayo (* 1938), US-amerikanische Schauspielerin
- Jenkins, Carter (* 1991), US-amerikanischer FilmschauspielerCarter Jenkins (* 1991)

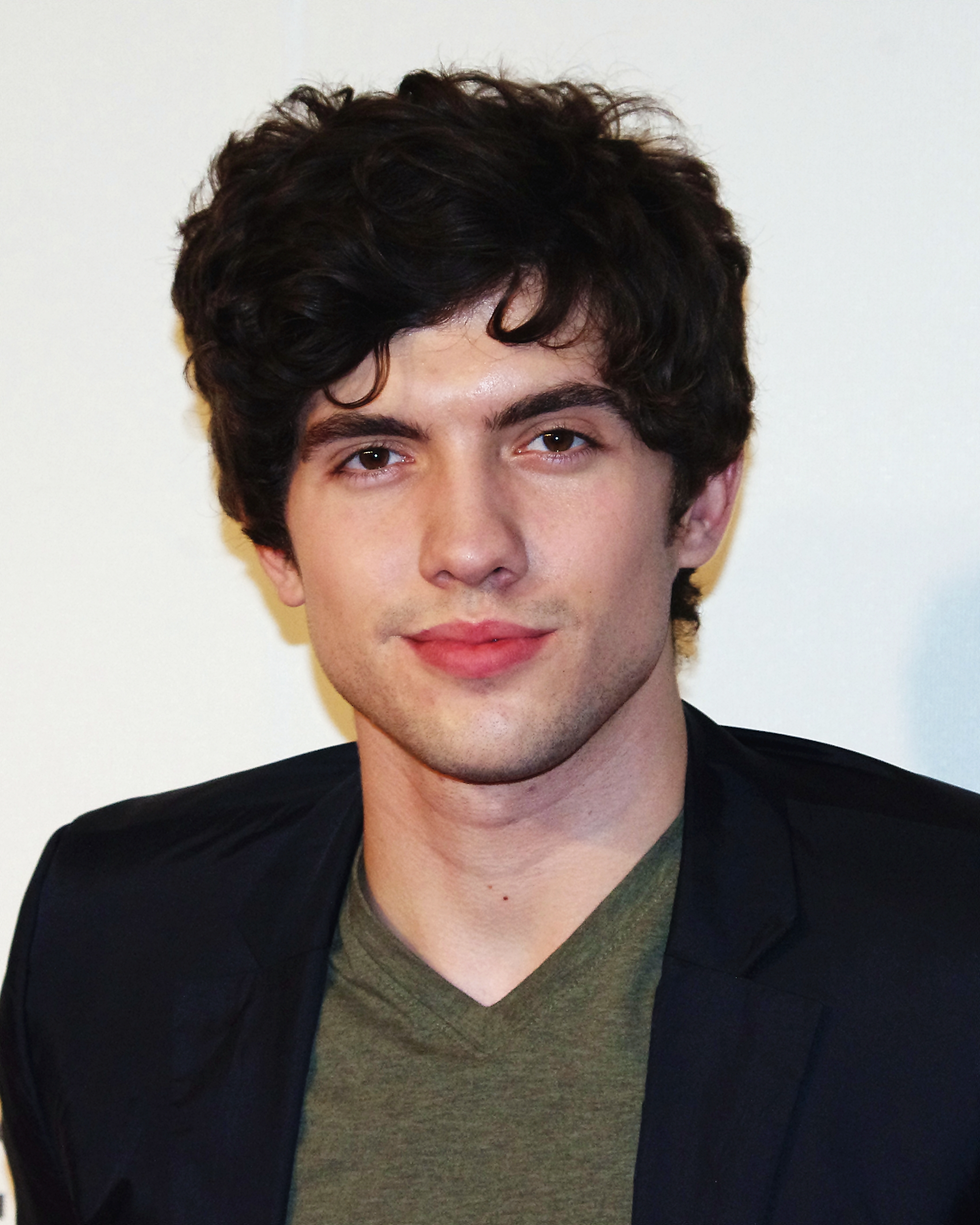
Carter Jenkins (* 1991)

- Jenkins, Charles (* 1934), US-amerikanischer Sprinter und Olympiasieger
- Jenkins, Charles (* 1964), US-amerikanischer Leichtathlet
- Jenkins, Charles Francis (1867–1934), US-amerikanischer Erfinder eines Filmprojektors
- Jenkins, Charles J. (1805–1883), US-amerikanischer Politiker
- Jenkins, Charles Robert (1940–2017), US-amerikanischer Soldat
- Jenkins, Chris, US-amerikanischer Tontechniker
- Jenkins, Dallas (* 1975), US-amerikanischer Regisseur, Autor und FilmproduzentDallas Jenkins (* 1975)

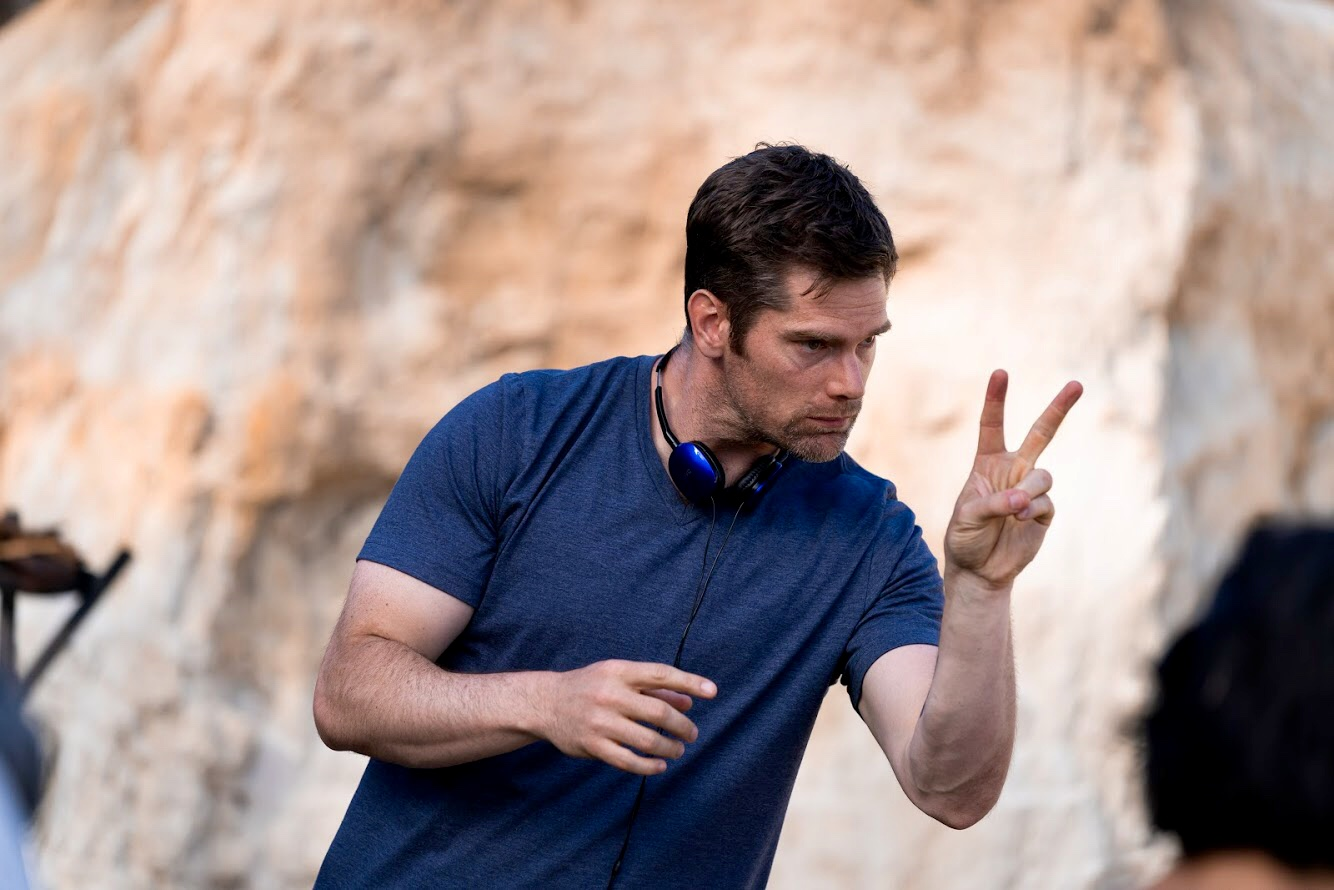
Dallas Jenkins (* 1975)

- Jenkins, Daniel (* 1963), US-amerikanischer Schauspieler und Sänger
- Jenkins, David (* 1936), US-amerikanischer Eiskunstläufer
- Jenkins, David (* 1952), britischer Sprinter
- Jenkins, David Edward (1925–2016), britischer anglikanischer Bischof
- Jenkins, David Jenkins, Baron (1899–1969), britischer Jurist
- Jenkins, Dean (* 1959), US-amerikanischer Eishockeyspieler
- Jenkins, Dennis, US-amerikanischer Archäologe und Grabungsleiter
- Jenkins, Ed (1933–2012), US-amerikanischer Politiker
- Jenkins, Elisha (1772–1848), US-amerikanischer Händler und Politiker
- Jenkins, Elizabeth (1905–2010), englische Schriftstellerin
- Jenkins, Ella (1924–2024), US-amerikanische Folkmusikerin
- Jenkins, Evan (* 1960), US-amerikanischer Politiker
- Jenkins, Farish A. (1940–2012), US-amerikanischer Paläontologe
- Jenkins, Ferguson (* 1942), kanadischer Baseballspieler
- Jenkins, Florence Foster (1868–1944), US-amerikanische Mäzenin und Amateur-SängerinFlorence Foster Jenkins (1868–1944)

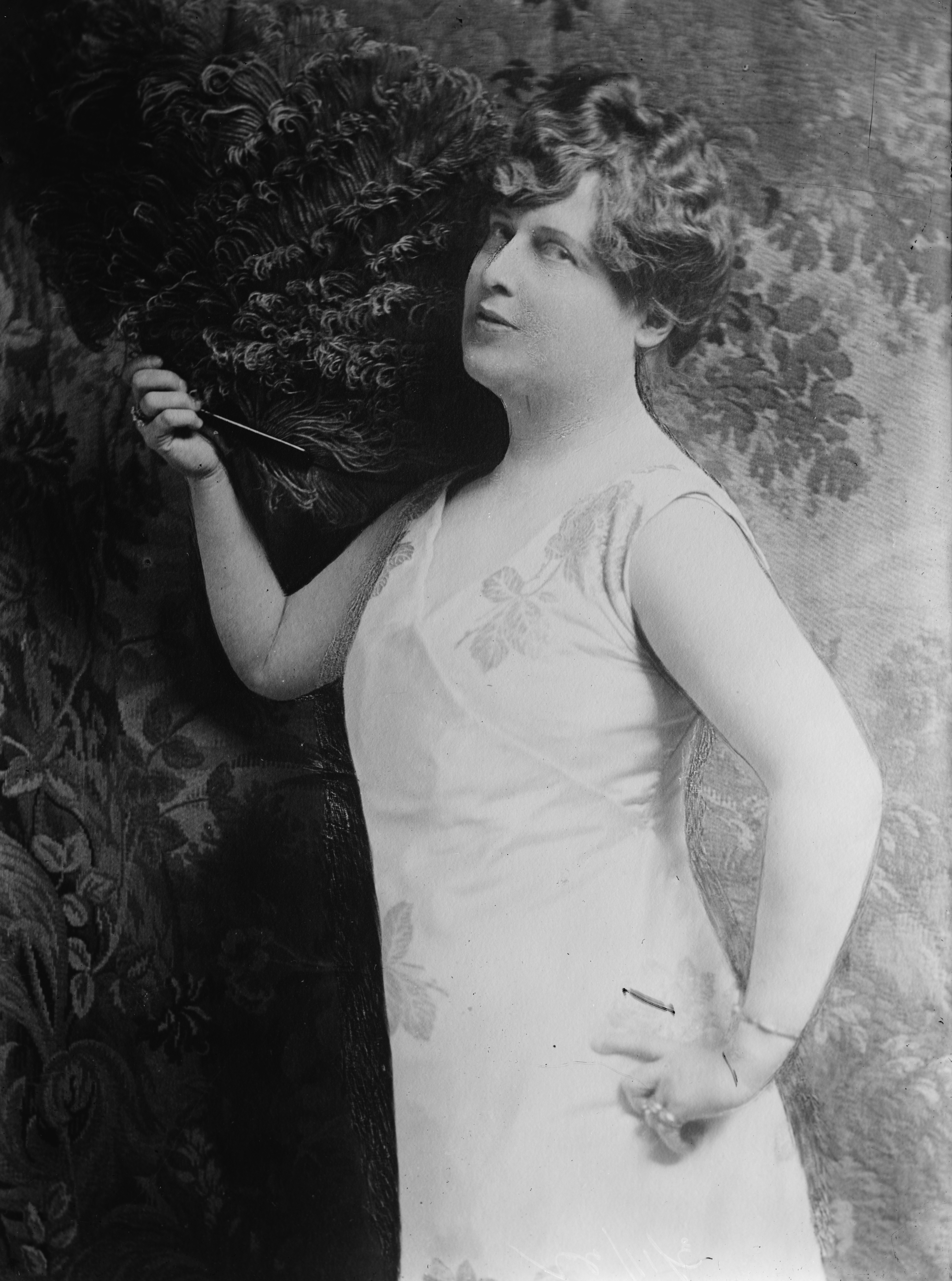
Florence Foster Jenkins (1868–1944)

- Jenkins, Frank Lynn (1870–1927), britischer Bildhauer
- Jenkins, Freddy (1906–1978), US-amerikanischer Jazztrompeter
- Jenkins, George (1878–1957), australischer Politiker (Liberal and Country League)
- Jenkins, George (1908–2007), US-amerikanischer Artdirector und Szenenbildner
- Jenkins, George (1911–1967), US-amerikanischer Jazzmusiker (Schlagzeug)
- Jenkins, Gethin (* 1980), walisischer Rugbyspieler
- Jenkins, Gordon (1910–1984), US-amerikanischer Jazz-Musiker und Bandleader
- Jenkins, Greg (* 1962), australischer Snooker- und Poolbillardspieler
- Jenkins, Greg (* 1982), US-amerikanischer Basketballspieler
- Jenkins, Hayes Alan (* 1933), US-amerikanischer Eiskunstläufer
- Jenkins, Hazel (* 1960), südafrikanische Politikerin
- Jenkins, Heinke (* 1937), britische Malerin und Grafikerin
- Jenkins, Helen (* 1984), britische Triathletin
- Jenkins, Henry (* 1958), US-amerikanischer Medienwissenschaftler
- Jenkins, Horace (* 1974), US-amerikanischer Basketballspieler
- Jenkins, Hugh S. (1903–1976), US-amerikanischer Jurist und Politiker
- Jenkins, Hugh, Baron Jenkins of Putney (1908–2004), britischer Politiker (Labour), Mitglied des House of Commons und Gewerkschafter
- Jenkins, Ian, schottischer Politiker
- Jenkins, Jackie (1937–2001), US-amerikanischer Kinderdarsteller
- Jenkins, James Allister (1923–2012), amerikanischer Mathematiker
- Jenkins, Janoris (* 1988), US-amerikanischer American-Football-Spieler
- Jenkins, Jarmere (* 1990), US-amerikanischer Tennisspieler
- Jenkins, Joe (* 2003), englischer Rugbyspieler
- Jenkins, John (1592–1678), englischer Komponist, Gambenspieler und Lautenist
- Jenkins, John (1851–1923), australischer Politiker, Premierminister von South Australia
- Jenkins, John (1931–1993), US-amerikanischer Altsaxophonist
- Jenkins, John (* 1991), US-amerikanischer Basketballspieler
- Jenkins, John J. (1843–1911), US-amerikanischer Jurist und Politiker
- Jenkins, Julika (* 1971), deutsche Schauspielerin
- Jenkins, Julius (* 1981), US-amerikanischer Basketballspieler
- Jenkins, Karl (* 1944), walisischer Keyboarder, Oboist, Saxophonist und KomponistKarl Jenkins (* 1944)

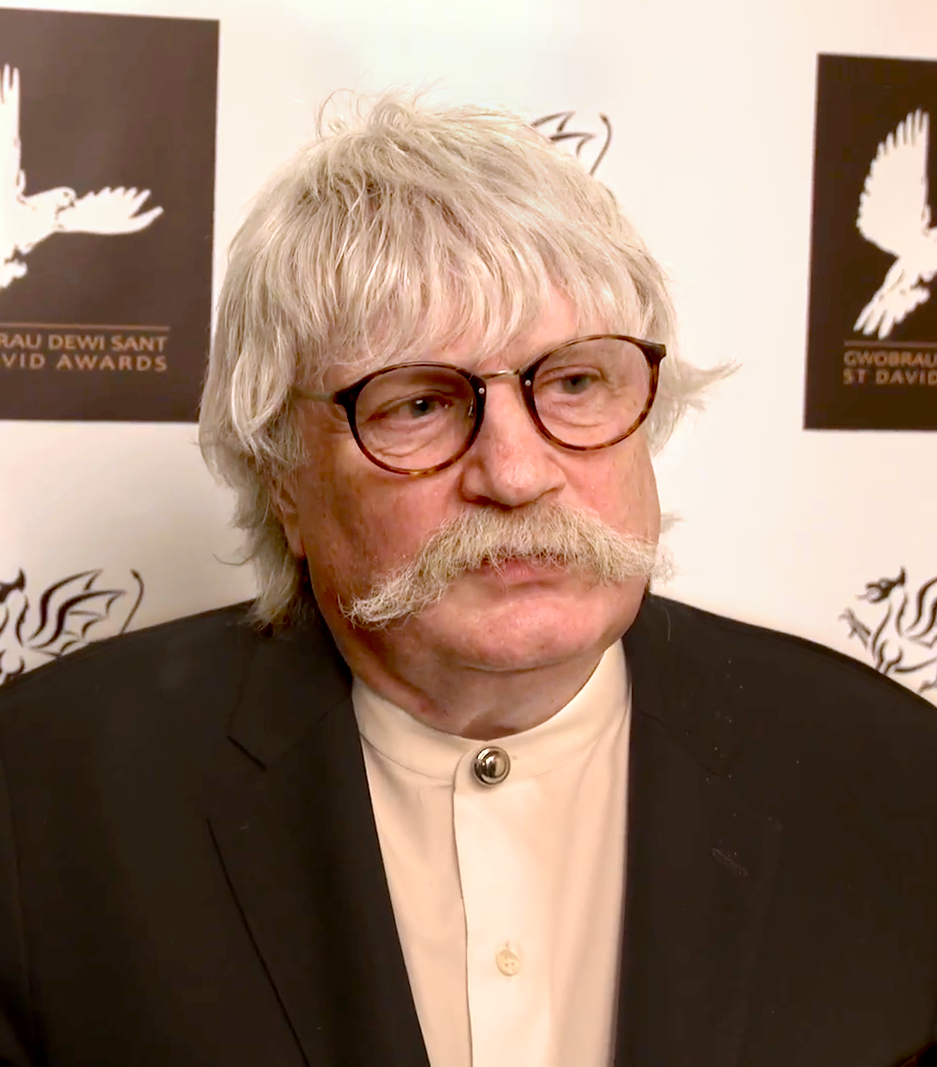
Karl Jenkins (* 1944)

- Jenkins, Katherine (* 1980), walisische Mezzo-Sopranistin
- Jenkins, Keith (* 1943), britischer Historiker
- Jenkins, Ken (* 1940), US-amerikanischer Schauspieler
- Jenkins, LaTasha (* 1977), US-amerikanische Sprinterin
- Jenkins, Lemuel (1789–1862), US-amerikanischer Jurist und Politiker
- Jenkins, Leroy (1932–2007), US-amerikanischer Komponist und Freejazz-Musiker (Geige, Bratsche)
- Jenkins, Lew (1916–1981), US-amerikanischer Boxer
- Jenkins, Louise Freeland (1888–1970), US-amerikanische Astronomin
- Jenkins, Lynn (* 1963), US-amerikanische Politikerin
- Jenkins, Malcolm (* 1987), US-amerikanischer American-Football-Spieler
- Jenkins, Margaret (* 1942), US-amerikanische Tänzerin und Choreographin
- Jenkins, Mark (* 1970), US-amerikanischer Bildhauer und Street-Artist
- Jenkins, Marvin (1932–2005), US-amerikanischer Jazzmusiker
- Jenkins, Max (* 1985), US-amerikanischer Film- und Theaterschauspieler und Drehbuchautor
- Jenkins, Max (* 1986), US-amerikanischer Radrennfahrer
- Jenkins, Maxwell (* 2005), US-amerikanischer SchauspielerMaxwell Jenkins (* 2005)

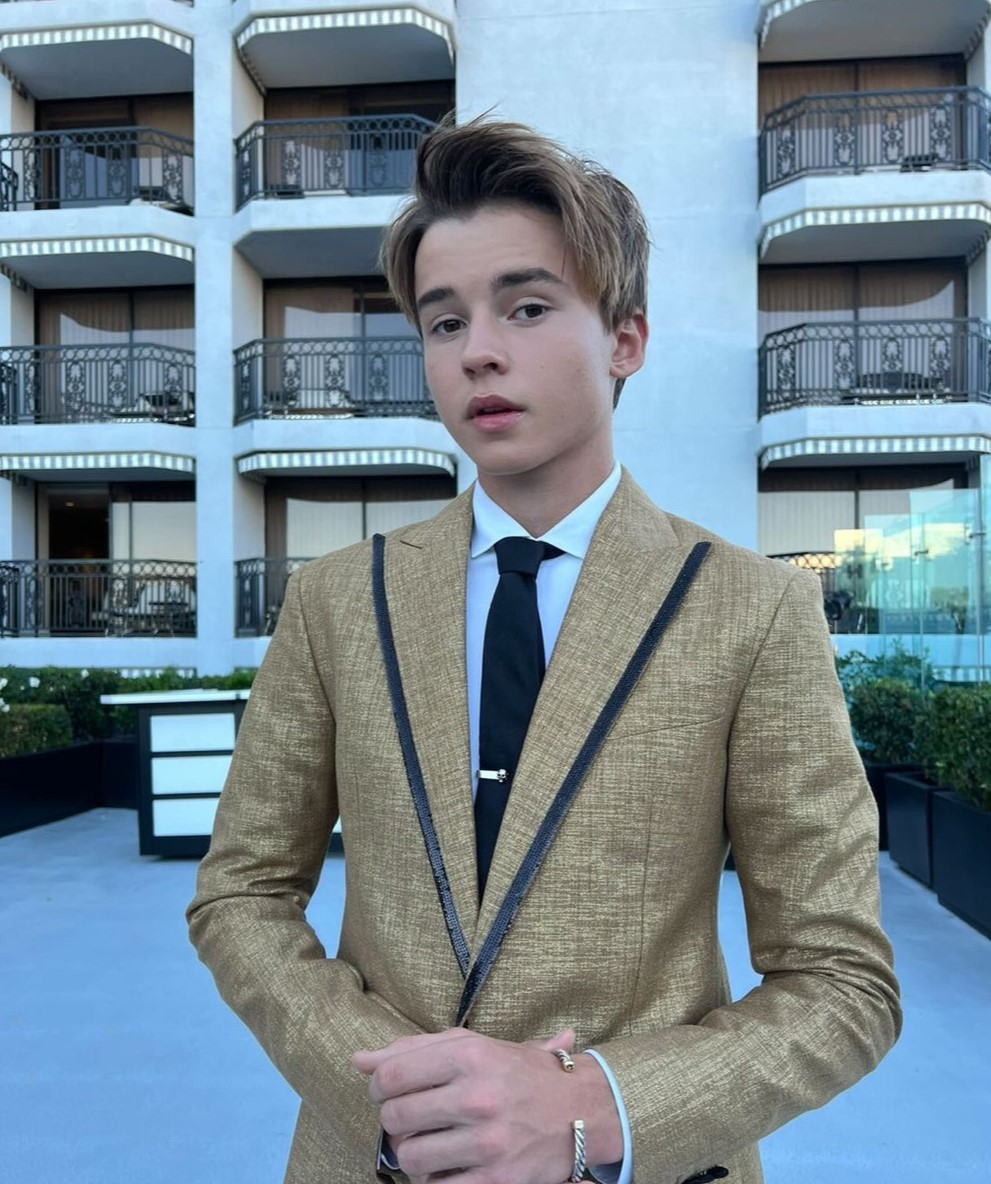
Maxwell Jenkins (* 2005)

- Jenkins, Megs (1917–1998), britische Schauspielerin
- Jenkins, Micah (1835–1864), Brigadegeneral der Konföderierten Staaten von Amerika im Sezessionskrieg
- Jenkins, Michael (1946–2024), australischer Drehbuchautor, Regisseur und Produzent
- Jenkins, Michael (* 1986), US-amerikanischer Basketballspieler
- Jenkins, Mick (* 1991), US-amerikanischer Rapper
- Jenkins, Mike (* 1985), US-amerikanischer American-Football-Spieler
- Jenkins, Mitchell (1896–1977), US-amerikanischer Politiker
- Jenkins, Mykel Shannon (* 1969), amerikanischer Schauspieler
- Jenkins, Neil (* 1971), walisischer Rugbyspieler
- Jenkins, Newell Sill (1840–1919), US-amerikanischer Zahnarzt und Forscher
- Jenkins, Owen John, britischer Diplomat
- Jenkins, Pat (1911–2006), US-amerikanischer Jazzmusiker
- Jenkins, Patty (* 1971), US-amerikanische Filmregisseurin
- Jenkins, Paul (1923–2012), US-amerikanischer Maler
- Jenkins, Paulina D., britische Zoologin und Kuratorin der mammalogischen Sammlung im Natural History Museum in London
- Jenkins, Philip (* 1952), britischer Historiker
- Jenkins, Rayshawn (* 1994), US-amerikanischer Footballspieler
- Jenkins, Rebecca (* 1959), kanadische Schauspielerin und Sängerin
- Jenkins, Reuben Ellis (1896–1975), US-amerikanischer Generalleutnant
- Jenkins, Richard (* 1947), US-amerikanischer SchauspielerRichard Jenkins (* 1947)

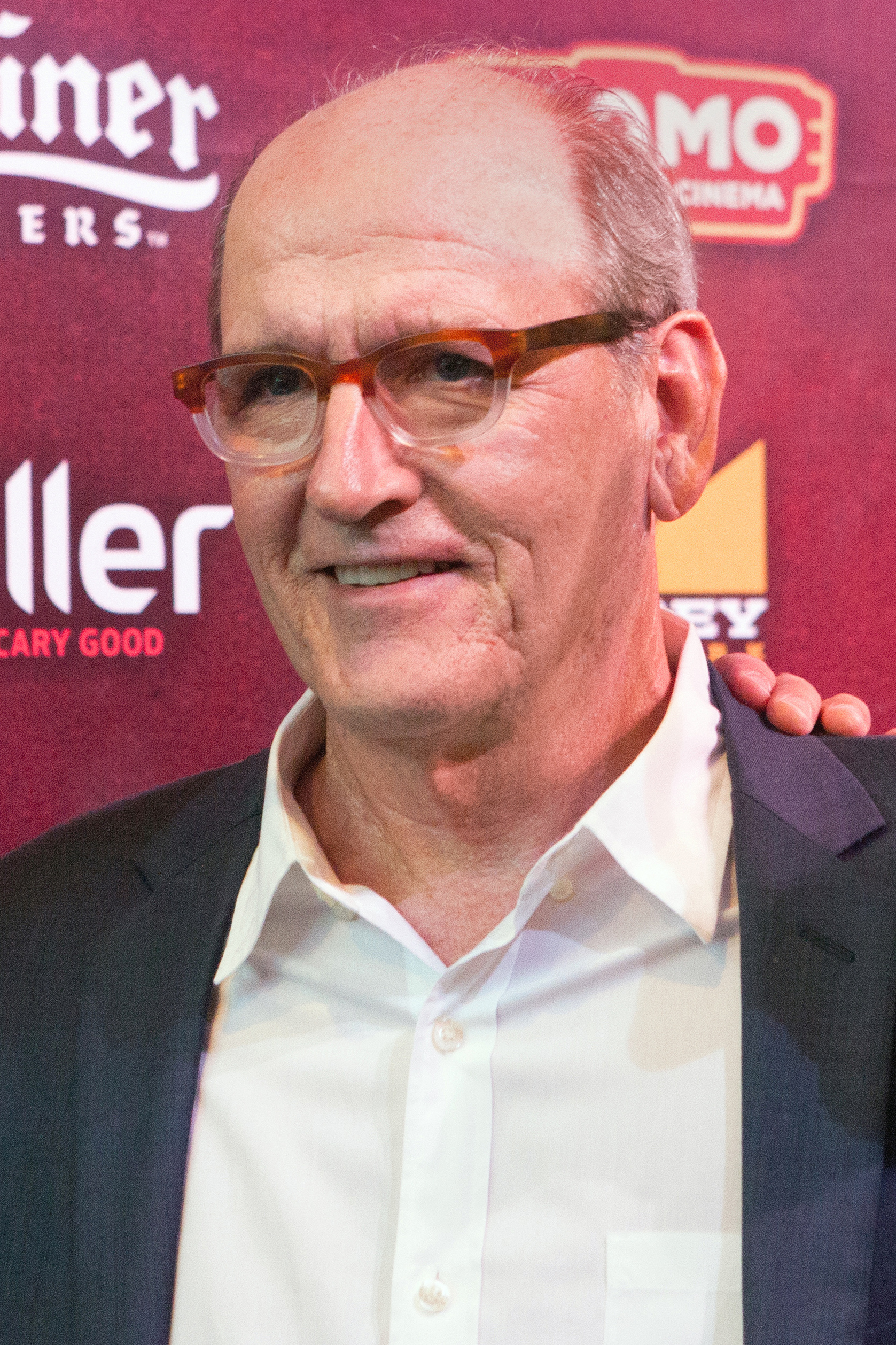
Richard Jenkins (* 1947)

- Jenkins, Robert, englischer Handelskapitän
- Jenkins, Robert (1769–1848), US-amerikanischer Politiker
- Jenkins, Robert Thomas (1881–1969), walisischer Gelehrter und Historiker
- Jenkins, Romilly James Heald (1907–1969), britischer Byzantinist und Neogräzist
- Jenkins, Ronald (1907–1975), britisch Ingenieur
- Jenkins, Roy (1920–2003), britischer sozialdemokratischer Politiker, Mitglied des House of Commons und Autor
- Jenkins, Sacha (1971–2025), US-amerikanischer Journalist, Filmemacher und Kulturhistoriker
- Jenkins, Sandra (* 1961), kanadische Curlerin
- Jenkins, Sanela Diana (* 1973), US-amerikanische Unternehmerin
- Jenkins, Sara (1941–2020), kanadische Schwimmerin
- Jenkins, Scoville (* 1986), US-amerikanischer Tennisspieler
- Jenkins, Simon (* 1943), englischer Journalist und Kolumnist
- Jenkins, Snuffy (1908–1990), US-amerikanischer Old-Time-Musiker
- Jenkins, Stephan (* 1964), US-amerikanischer SängerStephan Jenkins (* 1964)

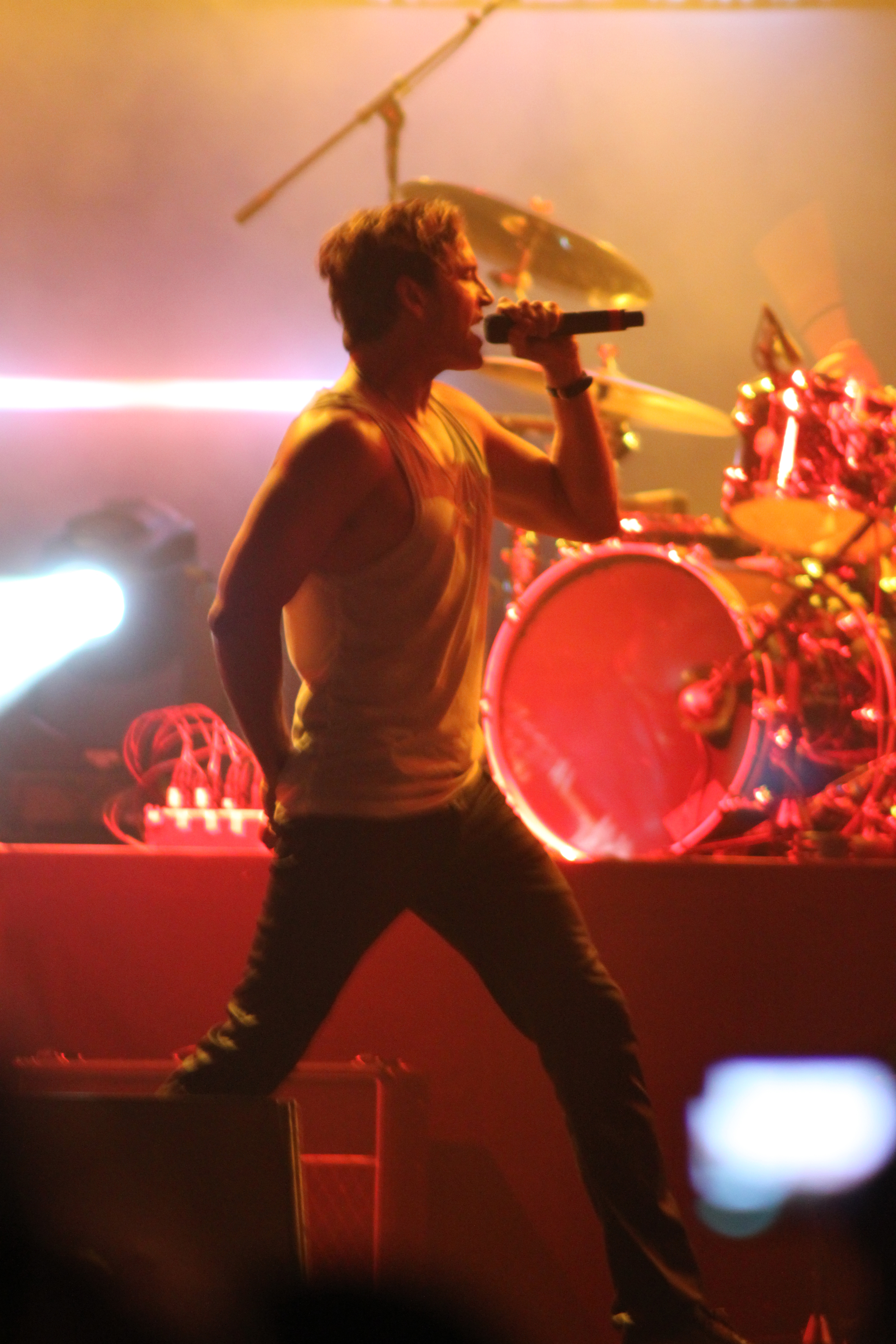
Stephan Jenkins (* 1964)

- Jenkins, Tamara (* 1962), US-amerikanische Drehbuchautorin, Schauspielerin und Regisseurin
- Jenkins, Tammy (* 1971), neuseeländische Badmintonspielerin
- Jenkins, Terry (* 1963), englischer Dartspieler
- Jenkins, Thomas (1722–1798), britischer Maler, Kunstsammler, Antikenhändler und Bankier
- Jenkins, Thomas A. (1880–1959), US-amerikanischer Politiker
- Jenkins, Thomas Atkinson (1868–1935), US-amerikanischer Romanist und Mediävist
- Jenkins, Timothy (1799–1859), US-amerikanischer Jurist und Politiker
- Jenkins, Tom (1797–1859), Erster schwarzer Lehrer im Vereinigten Königreich
- Jenkins, Tom (* 1959), kanadischer Manager und Geschäftsführer der Open Text Corporation
- Jenkins, Walter (1918–1985), US-amerikanischer Assistent vom Präsidenten Johnson
- Jenkins, Willard (* 1949), amerikanischer Musikjournalist und Rundfunkmoderator
- Jenkins, William L. (* 1936), US-amerikanischer Politiker
- Jenkins, William Miller (1856–1941), US-amerikanischer Politiker
- Jenkins, Willie (* 1981), US-amerikanischer Basketballspieler
- Jenkinson, Antony (1530–1611), englischer Diplomat
- Jenkinson, Carl (* 1992), englischer Fußballspieler
- Jenkinson, Charles, 1. Earl of Liverpool (1727–1808), britischer Staatsmann
- Jenkinson, Eric (* 1950), britischer Diplomat
- Jenkinson, Ezra (1872–1947), englischer Komponist und Violinist
- Jenkinson, Mark, britischer Politiker (Conservative Party)
- Jenkinson, Robert, 2. Earl of Liverpool (1770–1828), britischer Staatsmann und Premierminister des Vereinigten Königreichs (1812–1827)Robert Jenkinson, 2. Earl of Liverpool (1770–1828)

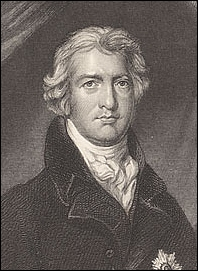
Robert Jenkinson, 2. Earl of Liverpool (1770–1828)

- Jenkis, Helmut (1927–2016), deutscher Wirtschaftswissenschaftler
- Jenkner, Joachim (1905–1947), deutscher Landrat
- Jenkner, Marina (* 1980), deutsche Filmemacherin und Autorin
- Jenkner, Siegfried (1930–2018), deutscher Politikwissenschaftler, Widerstandskämpfer gegen die SED-Diktatur
- Jenkner, Steve (* 1976), deutscher MotorradrennfahrerSteve Jenkner (* 1976)

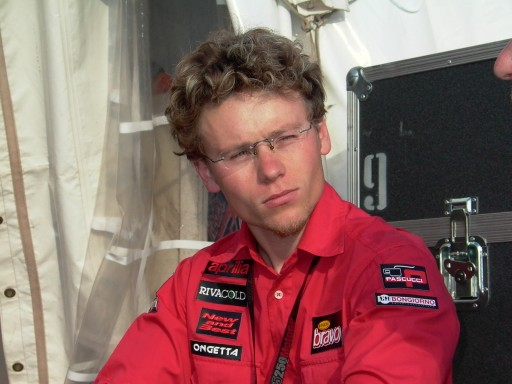
Steve Jenkner (* 1976)

- Jenko, Davorin (1835–1914), Komponist und Dirigent
- Jenko, Lidija, jugoslawische Schauspielerin
- Jenko, Simon (1835–1869), slowenischer Dichter
- Jenko, Slavoj (1852–1907), österreichisch-slowenischer Politiker
- Jenks, Arthur B. (1866–1947), US-amerikanischer Politiker
- Jenks, Chris (* 1988), britischer Schauspieler
- Jenks, Frank (1902–1962), US-amerikanischer Schauspieler und Musiker
- Jenks, George A. (1836–1908), US-amerikanischer Jurist und Politiker
- Jenks, Michael Hutchinson (1795–1867), US-amerikanischer Politiker
- Jenks, Stuart (* 1948), deutsch-amerikanischer Historiker
- Jenks, Teddy (* 2002), englischer Fußballspieler
- Jenky, Daniel Robert (* 1947), US-amerikanischer Ordensgeistlicher, emeritierter römisch-katholischer Bischof von Peoria
- Jenkyns, Caesar (1866–1941), walisischer Fußballspieler

### Jenn
- Jennarong Phupha (* 1997), thailändischer Fußballspieler
- Jenne, Eldon (1899–1993), US-amerikanischer Stabhochspringer
- Jenne, Max (1848–1921), deutscher Apotheker, Kaufmann und Politiker
- Jenne, Meinhard (* 1970), deutscher Musiker (Schlagwerker)
- Jennefelt, Thomas (* 1954), schwedischer Komponist
- Jenneke, Michelle (* 1993), australische Hürdenläuferin
- Jennen, Heinrich (1872–1920), deutscher Architekt
- Jennen, Wim (1957–2005), niederländischer Radrennfahrer
- Jennens, Charles († 1773), englischer Grundbesitzer, Mäzen und Librettist
- Jenner, Alexander (* 1929), österreichischer Pianist
- Jenner, Anton Detlev († 1732), deutscher Bildhauer und Bildschnitzer
- Jenner, Barry (1941–2016), US-amerikanischer Schauspieler
- Jenner, Blake (* 1992), US-amerikanischer SchauspielerBlake Jenner (* 1992)

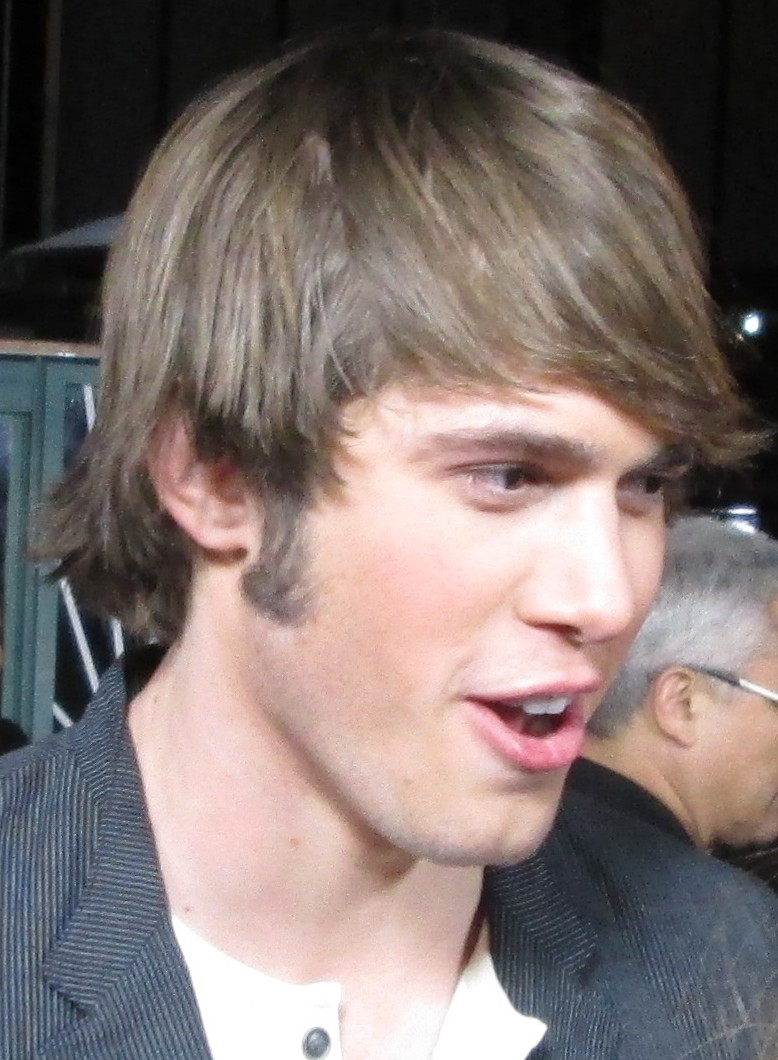
Blake Jenner (* 1992)

- Jenner, Boone (* 1993), kanadischer Eishockeyspieler
- Jenner, Brianne (* 1991), kanadische Eishockeyspielerin
- Jenner, Brody (* 1983), US-amerikanischer Reality-TV-Darsteller und Model
- Jenner, Caitlyn (* 1949), US-amerikanische Sport- und TV-PersönlichkeitCaitlyn Jenner (* 1949)

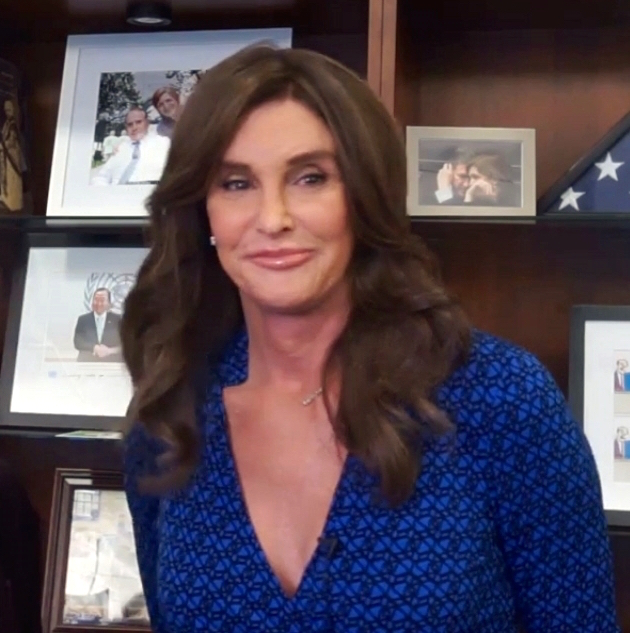
Caitlyn Jenner (* 1949)

- Jenner, Eduard von (1830–1917), Schweizer Bibliothekar und Altertumsforscher
- Jenner, Edward (1749–1823), englischer Arzt und Entdecker der Pockenschutzimpfung
- Jenner, Emanuel († 1741), Schweizer Goldschmied und Münzmeister
- Jenner, Franz Ludwig (1725–1804), Schweizer Politiker
- Jenner, Friedrich (1863–1928), deutscher Architekt, Baubeamter und Senator in Göttingen
- Jenner, Gero (* 1942), deutsch-österreichischer Linguist, Wirtschaftsanalytiker und Philosoph
- Jenner, Gottlieb (1696–1774), Schweizer Jurist und Politiker
- Jenner, Gottlieb Abraham von (1765–1834), Berner Staatsmann
- Jenner, Gustav (1865–1920), deutscher Komponist und Dirigent
- Jenner, Hans (1882–1954), preußischer Landrat und nordrhein-Westfälischer Ministerialdirektor
- Jenner, Johannes von (1735–1787), Schweizer Politiker
- Jenner, Julian (* 1984), niederländischer Fußballspieler
- Jenner, Julie von (1787–1860), Schweizer Wohltäterin
- Jenner, Kendall (* 1995), US-amerikanische Reality-TV-Teilnehmerin und Model
- Jenner, Kris (* 1955), US-amerikanische Fernsehpersönlichkeit
- Jenner, Kylie (* 1997), US-amerikanische SchauspielerinKylie Jenner (* 1997)

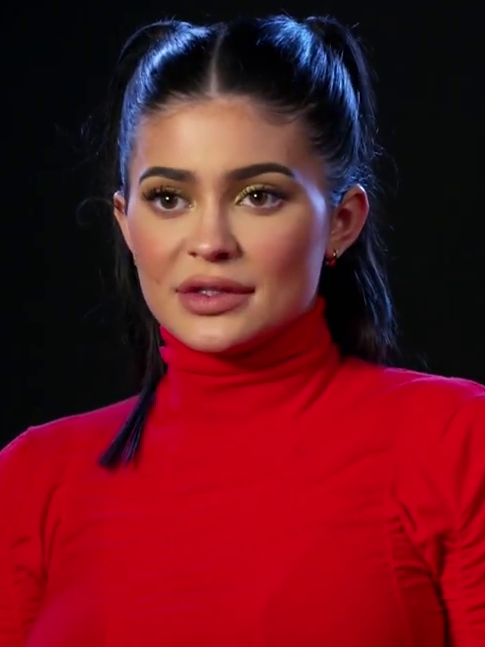
Kylie Jenner (* 1997)

- Jenner, Lea Toran (* 1992), deutsch-spanische Artistin
- Jenner, Michelle (* 1986), spanische Schauspielerin
- Jenner, Otmar (* 1958), deutscher Autor, Journalist, Musiker und Heiler
- Jenner, Peter (* 1943), britischer Musikmanager und Produzent
- Jenner, Samuel (1624–1699), bernischer Magistrat
- Jenner, Samuel (1653–1720), Schweizer Architekt
- Jenner, W. J. F. (* 1940), englischer Sinologe, Spezialist für chinesische Geschichte und Kultur sowie Übersetzer chinesischer Literatur
- Jenner, William (1815–1898), britischer Arzt
- Jenner, William E. (1908–1985), US-amerikanischer Politiker
- Jennerich, Lindsay (* 1982), kanadische Ruderin
- Jennerjahn, Marten, deutscher Jugendverbandsfunktionär, Bundesvorsitzender der Sozialistischen Jugend Deutschlands – Die Falken
- Jennerjahn, Miro (* 1979), deutscher Politiker (Bündnis 90/Die Grünen), MdL
- Jennert, Andrea (* 1962), deutsche Schriftstellerin und Musiklehrerin
- Jennerwein, Georg (1849–1877), bayerischer WildererGeorg Jennerwein (1849–1877)

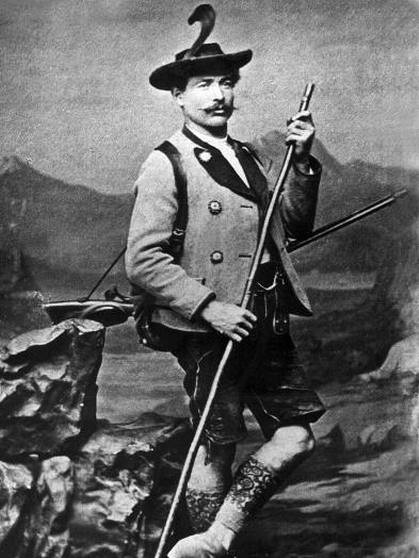
Georg Jennerwein (1849–1877)

- Jennes, Christian (* 1997), österreichischer Eishockeyspieler
- Jennes, Hans (1910–1990), deutscher Politiker (KPD), MdL
- Jennes, Karl (1852–1924), deutscher Glasmaler
- Jenness, Benning W. (1806–1879), US-amerikanischer Politiker
- Jenness, Diamond (1886–1969), kanadischer Ethnologe, Anthropologe und Arktisforscher
- Jenness, Valerie (* 1963), US-amerikanische Soziologin und Kriminologin
- Jenneßen, Uli (* 1964), deutscher Jazzschlagzeuger
- Jenneval (1803–1830), französischer Schauspieler und Lyriker
- Jennewein, Alfred (1893–1986), deutscher Bibliothekar
- Jennewein, Axel (* 1973), deutscher Volleyballspieler
- Jennewein, Carl Paul (1890–1978), deutsch-US-amerikanischer Bildhauer
- Jennewein, Josef (1919–1943), deutscher Skirennläufer
- Jennewein, Leonhard († 1754), deutscher Baumeister
- Jennewein, Rudolf (1922–1983), deutscher Fußballspieler
- Jenney, Jack (1910–1945), US-amerikanischer Jazz-Posaunist und Bigband-Leader
- Jenney, Lucinda (* 1954), US-amerikanische Schauspielerin
- Jenney, Neil (* 1945), US-amerikanischer Maler
- Jenney, William Le Baron (1832–1907), amerikanischer Architekt und Ingenieur
- Jenni, Adolfo (1911–1997), Schweizer Schriftsteller und Literaturhistoriker
- Jenni, Alexis (* 1963), französischer Schriftsteller
- Jenni, Daniele (1949–2007), Schweizer Rechtsanwalt und Politiker (GPB)
- Jenni, Ernst (1927–2022), Schweizer evangelisch-reformierter Theologe
- Jenni, Florian (* 1980), Schweizer Schachspieler und Internationaler Großmeister
- Jenni, Hanna (* 1950), Schweizer Ägyptologin
- Jenni, Heinz (1951–1992), Schweizer Eishockeyspieler
- Jenni, Josef (* 1953), Schweizer Elektroingenieur, Solarpionier, Unternehmer und Politiker (EVP)
- Jenni, Laura (* 1998), deutsche Synchronsprecherin
- Jenni, Léonard (1881–1967), Schweizer Jurist und Frauenrechtler
- Jenni, Lukas (* 1955), Schweizer Ornithologe
- Jenni, Marcel (* 1974), Schweizer Eishockeyspieler
- Jenni, Oskar (* 1967), Schweizer Kinder- und Jugendarzt
- Jenni, Paul (1923–2017), Schweizer Politiker (SP) und Autor
- Jenni, Peter (* 1948), Schweizer Physiker
- Jenni, Ulrike (* 1969), deutsche Synchronsprecherin
- Jenni, Walter (* 1968), Schweizer Langstreckenläufer
- Jenni-Moser, Mirja (* 1976), Schweizer Langstreckenläuferin
- Jenniches, Christel (1937–2011), deutsche Amateursängerin
- Jennifer Senior, US-amerikanische Journalistin und Autorin
- Jenning, Leonie (* 1998), deutsche Schauspielerin, Regisseurin und Dramaturgin
- Jenning, Manfred (1929–1979), deutscher Hausautor, Spielleiter, Regisseur und Sprecher der Augsburger Puppenkiste
- Jenninger, Philipp (1932–2018), deutscher Politiker (CDU), MdBPhilipp Jenninger (1932–2018)

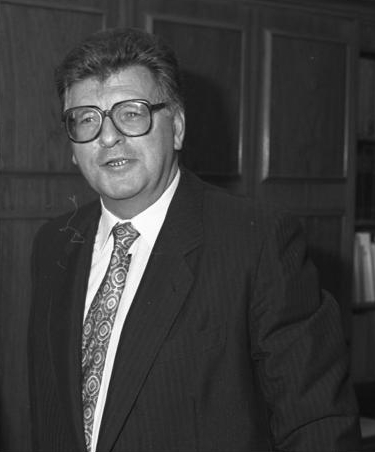
Philipp Jenninger (1932–2018)

- Jennings de Kilmaine, Charles Edward (1751–1799), französischer Divisionsgeneral der Kavallerie
- Jennings, Alex (* 1957), britischer Schauspieler
- Jennings, Amanda (* 1973), britische Schriftstellerin
- Jennings, Andrew (* 1948), britischer Manager, Vorstandsvorsitzender von Karstadt
- Jennings, Asa (1877–1933), US-amerikanischer methodistischer Theologe, Mitglied der YMCA
- Jennings, Bill (1919–1978), US-amerikanischer R&B- und Jazzmusiker
- Jennings, Brandon (* 1989), US-amerikanischer Basketballspieler
- Jennings, Brent (* 1951), US-amerikanischer Schauspieler
- Jennings, Brian (1958–2015), US-amerikanischer Visual-Effects-Supervisor und Animator
- Jennings, Bruce (1926–1997), US-amerikanischer Autorennfahrer
- Jennings, Bruce (* 1948), US-amerikanischer Skispringer
- Jennings, Bryant (* 1984), US-amerikanischer BoxerBryant Jennings (* 1984)

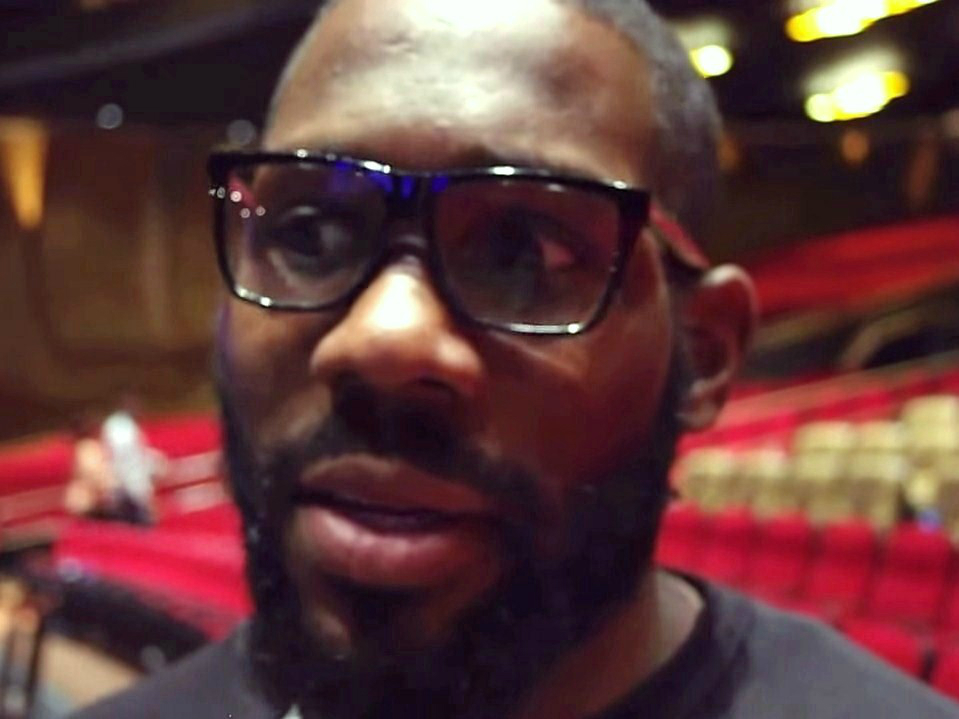
Bryant Jennings (* 1984)

- Jennings, Cameron (* 1979), australischer Radrennfahrer
- Jennings, Carolyn (* 1936), US-amerikanische Komponistin und Musikpädagogin
- Jennings, Casey (* 1975), US-amerikanischer Beachvolleyballspieler
- Jennings, Chris (* 1978), kanadischer Jazzmusiker (Kontrabass, Komposition, Arrangements)
- Jennings, Christopher (* 1991), südafrikanischer Straßenradrennfahrer
- Jennings, Claudia (1949–1979), US-amerikanische Schauspielerin und Fotomodell
- Jennings, Dale (* 1992), englischer Fußballspieler
- Jennings, David (1787–1834), US-amerikanischer Politiker
- Jennings, Devereaux (1884–1952), US-amerikanischer Kameramann und Spezialeffektkünstler
- Jennings, DeWitt (1871–1937), US-amerikanischer Film- und Theaterschauspieler
- Jennings, Edward (1898–1975), US-amerikanischer Ruderer
- Jennings, Elizabeth (1926–2001), englische Dichterin
- Jennings, Erica Quinn (* 1980), irisch-litauische Popsängerin
- Jennings, Francis (1918–2000), amerikanischer Historiker
- Jennings, Gabrielle (* 1998), US-amerikanische Hindernisläuferin
- Jennings, Garth (* 1972), britischer Filmregisseur
- Jennings, Gary (1928–1999), US-amerikanischer Schriftsteller
- Jennings, Gordon (1896–1953), US-amerikanischer Tricktechniker und Kameramann
- Jennings, Grant (* 1965), kanadischer Eishockeyspieler
- Jennings, Greg (* 1983), US-amerikanischer American-Football-Spieler
- Jennings, Hargrave († 1890), britischer Freimaurer, Rosenkreuzer und Autor belletristischer, okkultistischer und religionswissenschaftlicher Werke
- Jennings, Henry († 1745), britischer Freibeuter und Pirat
- Jennings, Hilde (* 1906), deutsche Schauspielerin und Tänzerin mit zahlreichen Auftritten im Stummfilm
- Jennings, Howard R., walisischer Badmintonspieler
- Jennings, Hughie (1869–1928), US-amerikanischer Baseballspieler und -trainer
- Jennings, Humphrey (1907–1950), britischer Dokumentarfilmer
- Jennings, Ivor (1903–1965), britischer Rechtsanwalt, Verfassungsrechtler und Hochschulkanzler
- Jennings, Izaiah (* 1998), US-amerikanischer Fußballspieler
- Jennings, Jauan (* 1997), US-amerikanischer American-Football-Spieler
- Jennings, Jazz (* 2000), US-amerikanische LGBT-AktivistinJazz Jennings (* 2000)

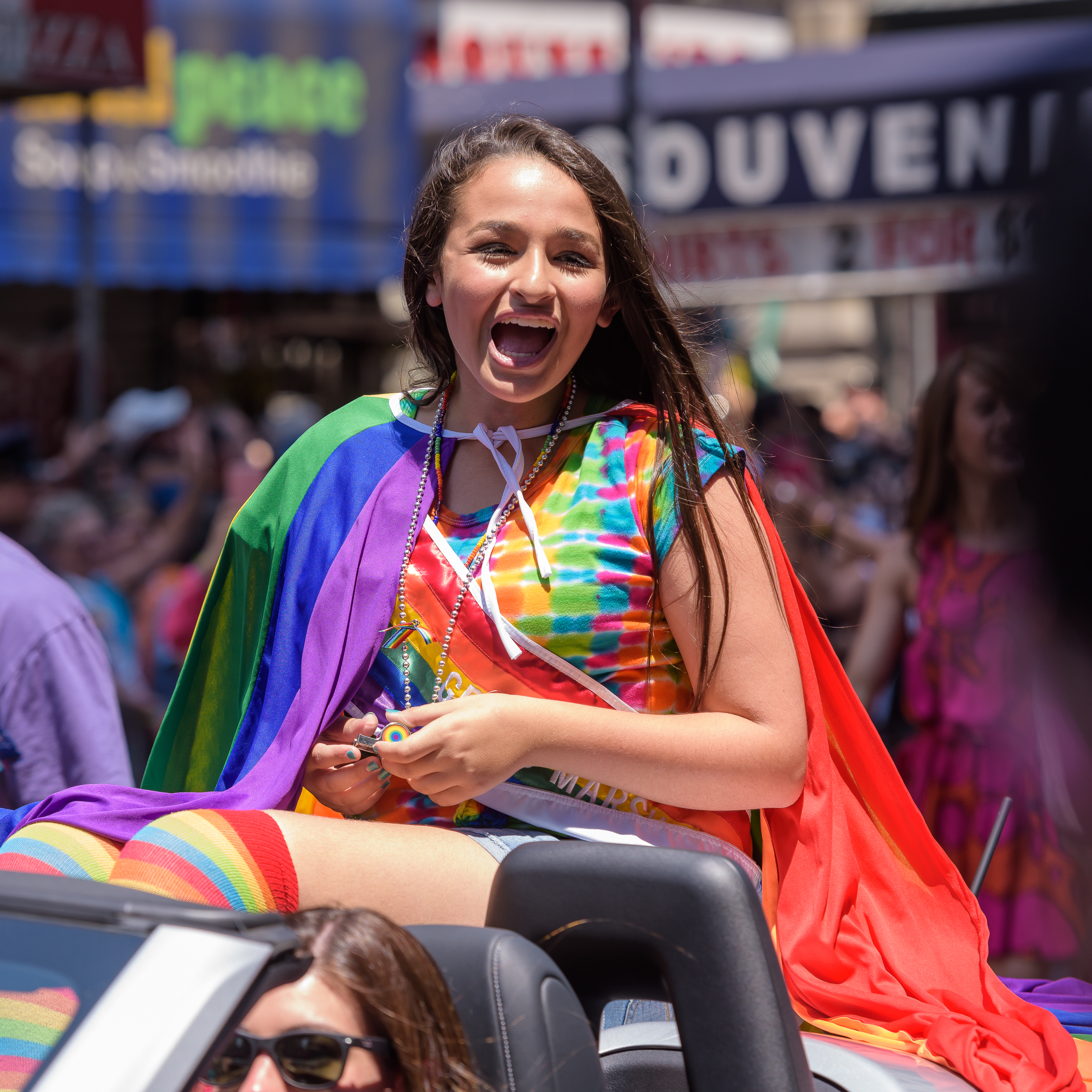
Jazz Jennings (* 2000)

- Jennings, Jerome (* 1980), US-amerikanischer Jazzmusiker
- Jennings, John (1880–1956), US-amerikanischer Politiker
- Jennings, John D. (1920–1992), US-amerikanischer Zahnarzt und Filmproduzent
- Jennings, Jonathan (1784–1834), US-amerikanischer Politiker
- Jennings, Joseph Newell (1916–1984), britisch-australischer Geomorphologe
- Jennings, Joseph R. (1921–2015), US-amerikanischer Szenenbildner und Artdirector
- Jennings, Kathy, amerikanische Juristin und Politikerin
- Jennings, Keith (* 1968), US-amerikanischer Basketballtrainer und -spieler
- Jennings, Ken (* 1974), US-amerikanischer Spielshowteilnehmer und Sachbuchautor
- Jennings, Lyfe (* 1978), US-amerikanischer R&B-Sänger und Rapper
- Jennings, Lynn (* 1960), US-amerikanische Langstreckenläuferin und Olympiadritte
- Jennings, M. Kent (* 1934), US-amerikanischer Politikwissenschaftler und Hochschullehrer
- Jennings, Mason (* 1975), US-amerikanischer Singer-Songwriter
- Jennings, Nicholas (* 1966), britischer Informatiker
- Jennings, Pat (* 1945), nordirischer Fußballtorhüter
- Jennings, Patrick (1831–1897), australischer Politiker und Premier von New South Wales
- Jennings, Peter (1938–2005), US-amerikanischer Journalist
- Jennings, Robert Yewdall (1913–2004), britischer Jurist, Präsident des Internationalen Gerichtshofs
- Jennings, Shooter (* 1979), US-amerikanischer Country-SängerShooter Jennings (* 1979)

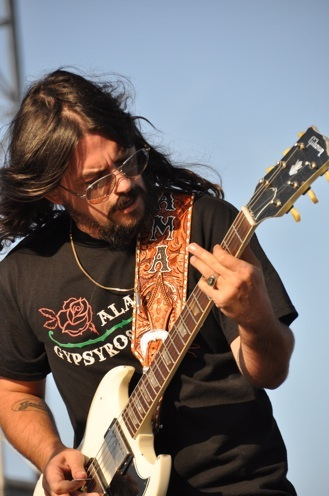
Shooter Jennings (* 1979)

- Jennings, Shyla (* 1989), US-amerikanische Pornodarstellerin
- Jennings, Sindee (* 1986), US-amerikanische Pornodarstellerin
- Jennings, Talbot (1894–1985), US-amerikanischer Drehbuchautor
- Jennings, Terrence (* 1986), US-amerikanischer Taekwondoin
- Jennings, Terry (1940–1981), US-amerikanischer Komponist und Musiker
- Jennings, Theodore W. (1942–2020), US-amerikanischer methodistischer Theologe und Autor
- Jennings, Tom (* 1955), amerikanischer Informatiker
- Jennings, Toni (* 1949), US-amerikanische Politikerin
- Jennings, Waylon (1937–2002), US-amerikanischer Country-MusikerWaylon Jennings (1937–2002)

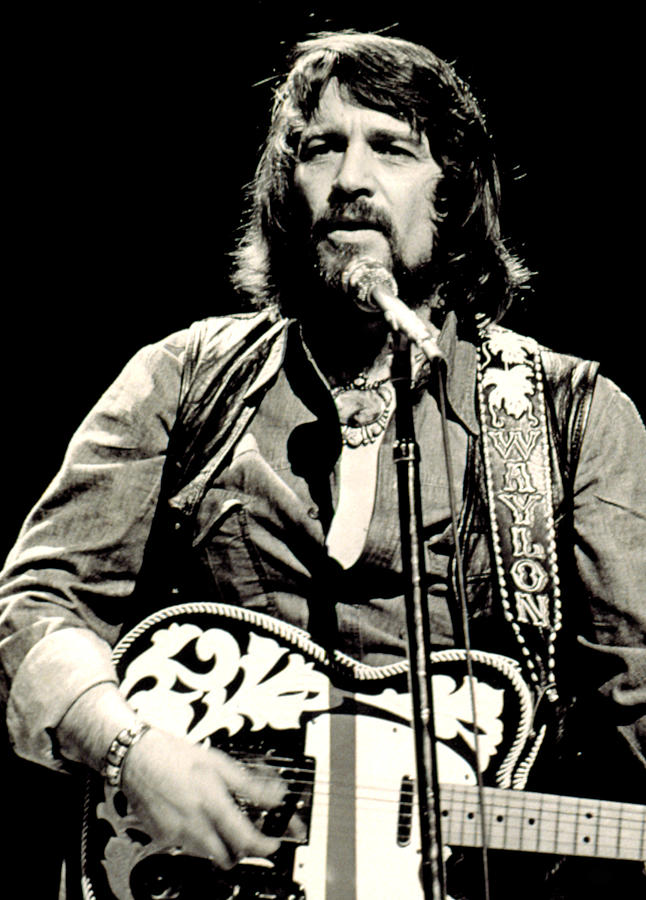
Waylon Jennings (1937–2002)

- Jennings, Will (1944–2024), US-amerikanischer Songwriter
- Jennings, William Pat (1919–1994), US-amerikanischer Politiker
- Jennings, William Sherman (1863–1920), US-amerikanischer Politiker
- Jennings-Gabarra, Carin (* 1965), US-amerikanische Fußballspielerin
- Jennis, Lucas (* 1590), deutscher Verleger, Buchdrucker, Kunsthändler und Kupferstecher
- Jenniskens, Peter (* 1962), holländisch-amerikanischer Astronom
- Jennison, Charles R. (1834–1884), US-amerikanischer Freischar-Anführer und Militärkommandeur
- Jennison, Silas H. (1791–1849), US-amerikanischer Politiker
- Jennrich, Ernst (1911–1954), deutsches Opfer der DDR-Diktatur
- Jenny, Adolf (1851–1941), Schweizer Unternehmer
- Jenny, Albert (1912–1992), Schweizer Komponist
- Jenny, Arnold (1831–1881), Schweizer Landschaftsmaler
- Jenny, Beat Rudolf (1926–2025), Schweizer Historiker und Lehrer
- Jenny, Bruno (* 1959), Schweizer Projektmanager
- Jenny, Caspar (1812–1860), Schweizer Politiker, Händler und Richter
- Jenny, Caspar (1819–1894), Schweizer Textilunternehmer
- Jenny, Caspar (* 1971), Schweizer Schriftsteller und Maler
- Jenny, Charles (* 1897), Schweizer Bobfahrer und Olympiateilnehmer
- Jenny, Christian Jott (* 1978), Schweizer Sänger, Entertainer und MusikproduzentChristian Jott Jenny (* 1978)

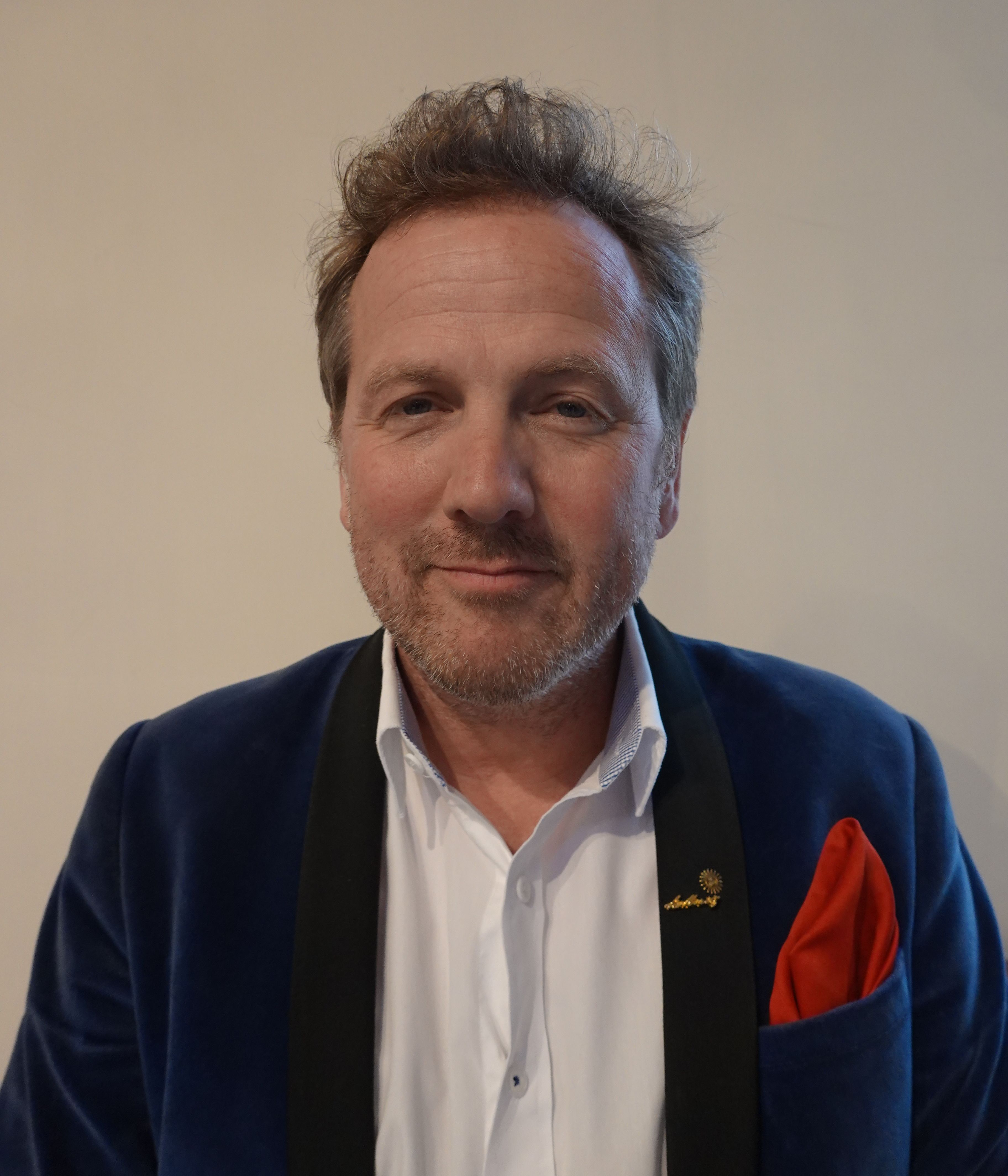
Christian Jott Jenny (* 1978)

- Jenny, Daniel (1751–1834), Schweizer Unternehmer
- Jenny, Daniel (1789–1860), Schweizer Unternehmer
- Jenny, Egmont (1924–2010), italienischer Arzt, Politiker und Publizist
- Jenny, Ernst (1923–2004), Schweizer Maschineningenieur und Manager
- Jenny, Franz (1895–1977), Schweizer Rechtswissenschaftler
- Jenny, Gabriel (1810–1891), österreichischer Verwaltungsjurist und Politiker
- Jenny, Grete (1930–2015), österreichische Sprinterin und Hürdenläuferin
- Jenny, Hans (1894–1942), Schweizer Kunsthistoriker
- Jenny, Hans (1904–1972), Schweizer Arzt, Lehrer, Maler und Naturforscher
- Jenny, Hans A. (1931–2022), Schweizer Journalist und Buchautor
- Jenny, Hans Robert (1912–1996), schweizerischer Wirtschaftsjournalist und Immobilienunternehmer
- Jenny, Heinrich (1824–1891), Schweizer Zeichner und Porträtmaler
- Jenny, Hitsch (* 1927), Schweizer Schwyzerörgelispieler
- Jenny, Jean († 1954), Schweizer Schwimmer und Wasserballspieler
- Jenny, Johann (1857–1937), Schweizer Politiker (FDP, BGB)
- Jenny, Josias (1920–1989), Schweizer Schwyzerörgeli-Virtuose und Komponist
- Jenny, Karl (1819–1893), österreichischer Maschinenbauer und Hochschullehrer
- Jenny, Kurt (1931–2004), Schweizer Politiker (FDP)
- Jenny, Luzi (1925–2015), Schweizer Lehrer, Landwirt und Mundartautor
- Jenny, Markus (1924–2001), Schweizer evangelischer Theologe, Kirchenmusiker, bedeutender Liturgiker, Hymnologe sowie Kirchenliederdichter
- Jenny, Mathias (1865–1939), österreichischer Politiker (CS), Abgeordneter zum Vorarlberger Landtag
- Jenny, Matthyas (1945–2021), Schweizer Autor, Verleger und Literaturaktivist
- Jenny, Pascal (* 1974), Schweizer Handballspieler
- Jenny, Pascal (* 1978), Schweizer Fussballspieler
- Jenny, Peter (1800–1874), Schweizer Politiker und Industrieller
- Jenny, Peter (* 1942), Schweizer bildender Künstler und Hochschullehrer
- Jenny, Samuel (1837–1901), österreichischer Unternehmer und Altertumsforscher
- Jenny, This (1952–2014), Schweizer Unternehmer und Politiker (SVP)
- Jenny, Urs (1938–2025), Schweizer Journalist, Kritiker und Dramaturg
- Jenny, Wilhelm (1832–1887), Schweizer Turner und Turnpädaoge
- Jenny, Wilhelm (1896–1960), österreichischer Kunsthistoriker, Prähistoriker und Museumsleiter
- Jenny, Zoë (* 1974), Schweizer SchriftstellerinZoë Jenny (* 1974)

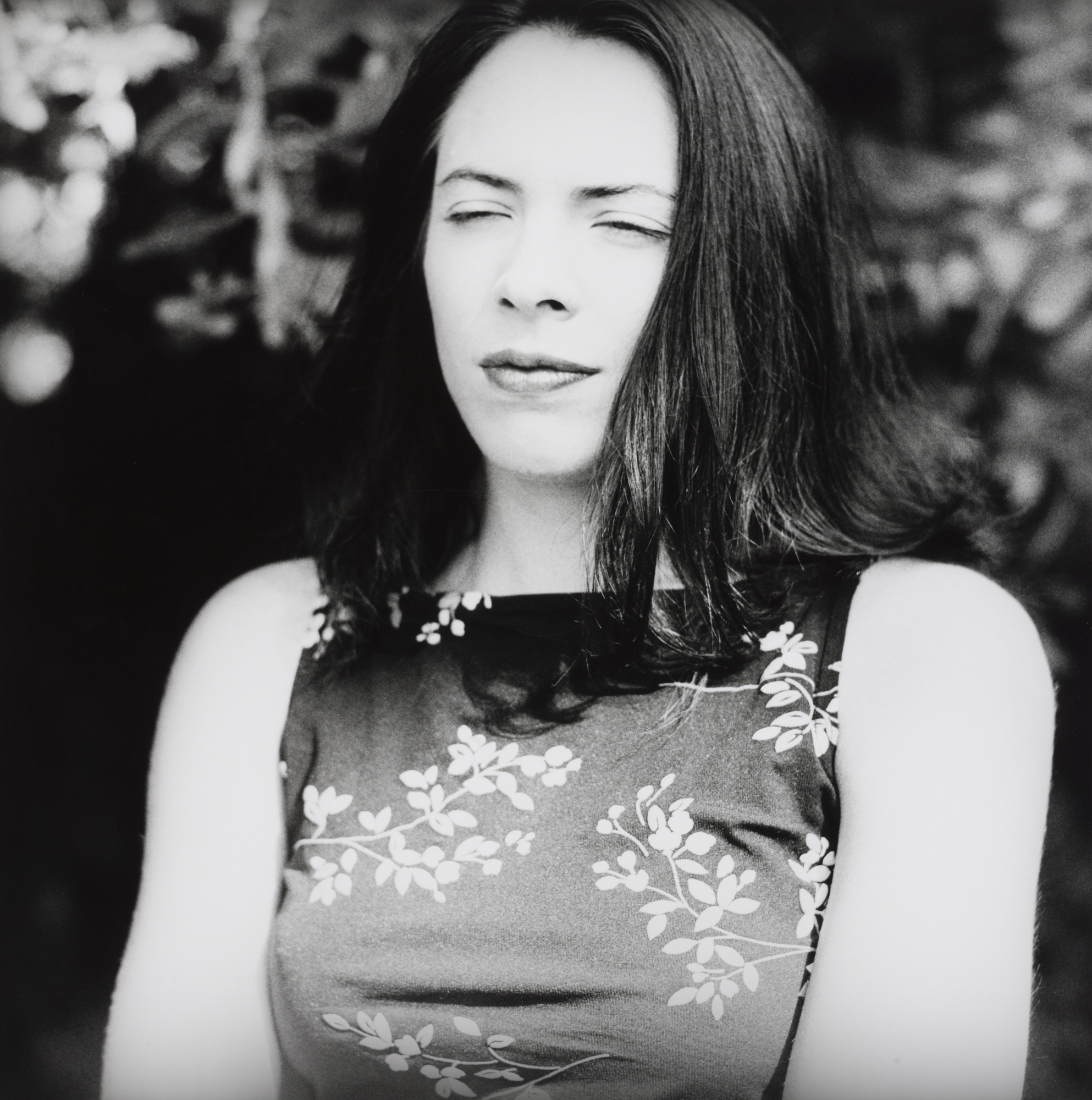
Zoë Jenny (* 1974)

- Jenny-Clark, Jean-François (1944–1998), französischer Kontrabassist
- Jenny-Fehr, Heinrich (1884–1962), Schweizer Kaufmann und Bühnenautor

### Jeno
- Jenot, Olivier (* 1988), monegassischer Skirennläufer
- Jenoure, Terry (* 1953), US-amerikanische Violinistin, Sängerin, Komponistin und bildende Künstlerin

### Jenr
- Jenrette, John (1936–2023), US-amerikanischer Politiker
- Jenrich, Joachim (* 1967), deutscher Autor und Biologe
- Jenrick, Robert (* 1982), britischer Politiker (Konservative Partei)

### Jens
- Jens Jakobsson († 1452), Bischof von Oslo, Kanzler
- Jens, Detlef (* 1958), deutscher Journalist und Autor
- Jens, Ina (1880–1945), Schweizer Schriftstellerin
- Jens, Inge (1927–2021), deutsche Literaturwissenschaftlerin und Publizistin
- Jens, Jelmer (* 1982), niederländischer Schachspieler
- Jens, Salome (* 1935), US-amerikanische Schauspielerin
- Jens, Tilman (1954–2020), deutscher Journalist und Buchautor
- Jens, Uwe (1935–2013), deutscher Politiker (SPD), MdB
- Jens, Walter (1923–2013), deutscher Philologe, Literaturhistoriker, Schriftsteller, Übersetzer, Kritiker und HochschullehrerWalter Jens (1923–2013)

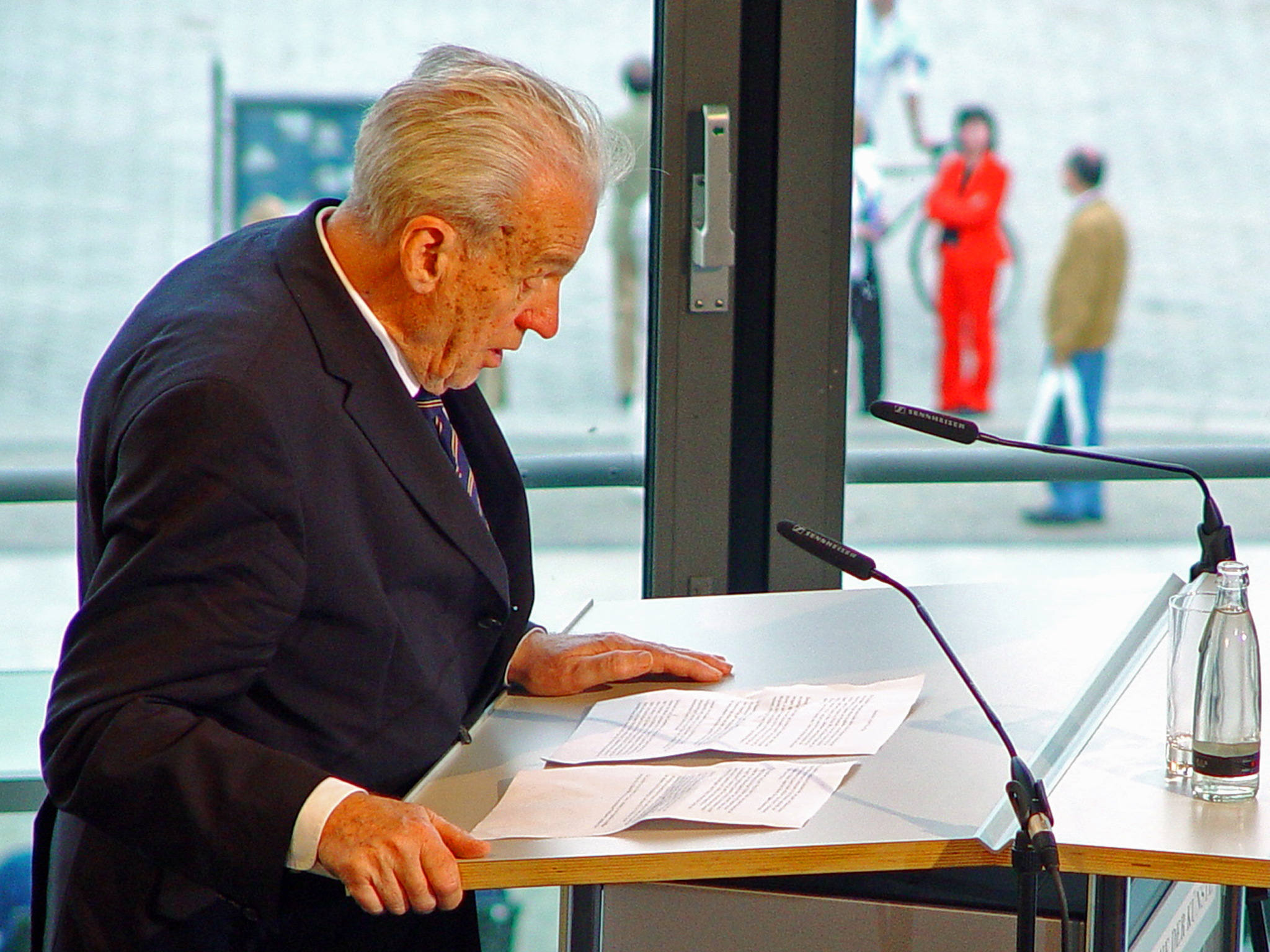
Walter Jens (1923–2013)

#### Jensb
- Jensby, Svend Aage (* 1940), dänischer Politiker, Mitglied des Folketing

#### Jensc
- Jensch, Alfred (1912–2001), deutscher Astronom und Konstrukteur
- Jensch, Ferdinand (1829–1903), deutscher Richter und Parlamentarier
- Jensch, Franz (1906–1985), deutscher Geistlicher und Politiker (CDU), MdV
- Jensch, Gerhard Wolfgang (1920–1990), deutscher Organisator, Redakteur und Komponist in der Schachkomposition
- Jensch, Herbert (1900–1944), deutscher Schlosser, Matrose, Revolutionär, Politiker und Opfer des Nationalsozialismus
- Jensch-Jordan, Olga (1913–2000), deutsche Sportlerin und Trainerin
- Jenschke, Karl (1899–1969), österreichischer Automobilkonstrukteur und Luftfahrtpionier

#### Jense

##### Jensen

###### Jensen A
- Jensen Aabo, Jesper (* 1991), dänischer Eishockeyspieler

###### Jensen R
- Jensen Rogn, Lena (* 1980), norwegische Skilangläuferin

###### Jensen, A
- Jensen, Aage Rou (1924–2009), dänischer Fußballspieler
- Jensen, Adolf (1837–1879), deutscher Komponist
- Jensen, Adolf (1878–1965), deutscher Politiker (SPD), MdL und Professor
- Jensen, Adolf Ellegard (1899–1965), deutscher Ethnologe
- Jensen, Adolf Severin (1866–1953), dänischer Zoologe
- Jensen, Al (* 1958), kanadischer Eishockeytorwart
- Jensen, Alex (* 1976), US-amerikanischer Basketballspieler und -trainer
- Jensen, Alexandra, australische Schauspielerin
- Jensen, Alfred (1859–1921), schwedischer Slawist
- Jensen, Alfred (1859–1935), dänisch-deutscher Marinemaler
- Jensen, Alfred (1891–1978), dänischer Turner
- Jensen, Alfred (1903–1988), dänischer Politiker der Kommunistischen Partei (DKP)
- Jensen, Alfred (1903–1981), US-amerikanischer Maler dänischer Herkunft
- Jensen, Amin (* 1970), dänischer Schauspieler, Musiker, Sänger, Moderator, Synchronsprecher und Komiker
- Jensen, Anders Thomas (* 1972), dänischer Regisseur und DrehbuchautorAnders Thomas Jensen (* 1972)

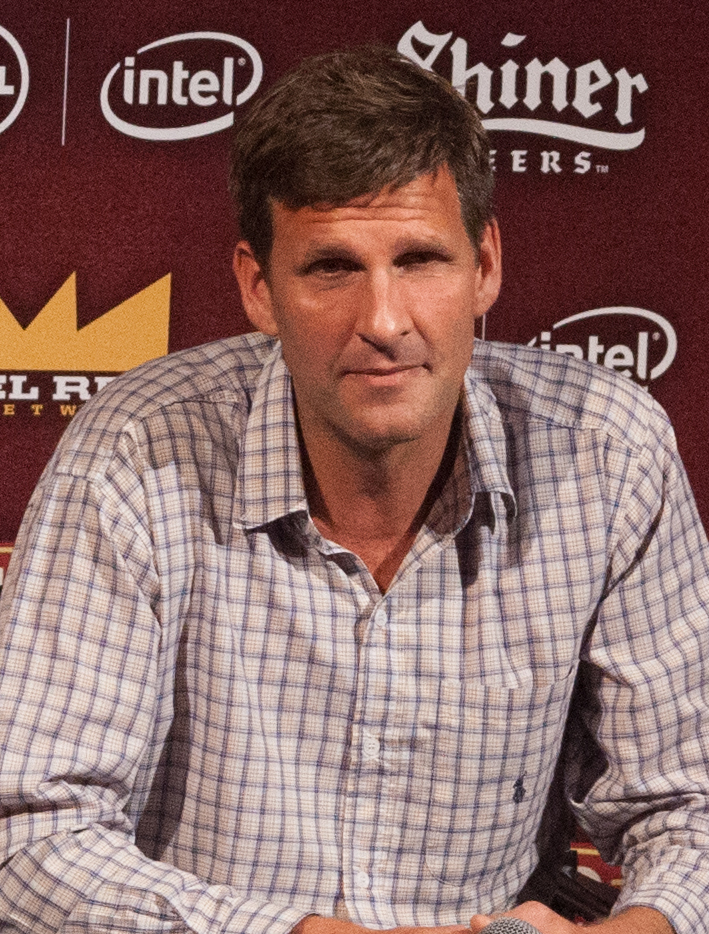
Anders Thomas Jensen (* 1972)

- Jensen, Andreas Detlef (1826–1899), deutscher evangelisch-lutherischer Geistlicher und Generalsuperintendent für Holstein
- Jensen, Angelina (* 1973), dänische Curlerin
- Jensen, Anja (* 1966), deutsche Fotografin
- Jensen, Anne (1941–2008), deutsche römisch-katholische Theologin und Hochschullehrerin
- Jensen, Anne Elisabet (* 1951), dänische Politikerin, MdEP
- Jensen, Anne Grethe (* 1951), dänische Dressurreiterin
- Jensen, Annemette (* 1972), dänische Langstreckenläuferin
- Jensen, Annette (* 1962), deutsche Journalistin und Autorin
- Jensen, Anthony (* 1967), US-amerikanischer Schauspieler und Produzent
- Jensen, Arne Bue (1930–2011), dänischer Jazzmusiker
- Jensen, Arthur (1897–1981), dänischer Schauspieler
- Jensen, Arthur (1923–2012), US-amerikanischer Psychologe
- Jensen, Åse Lund (1920–1977), dänische Strickdesignerin
- Jensen, Ashley (* 1969), schottische SchauspielerinAshley Jensen (* 1969)

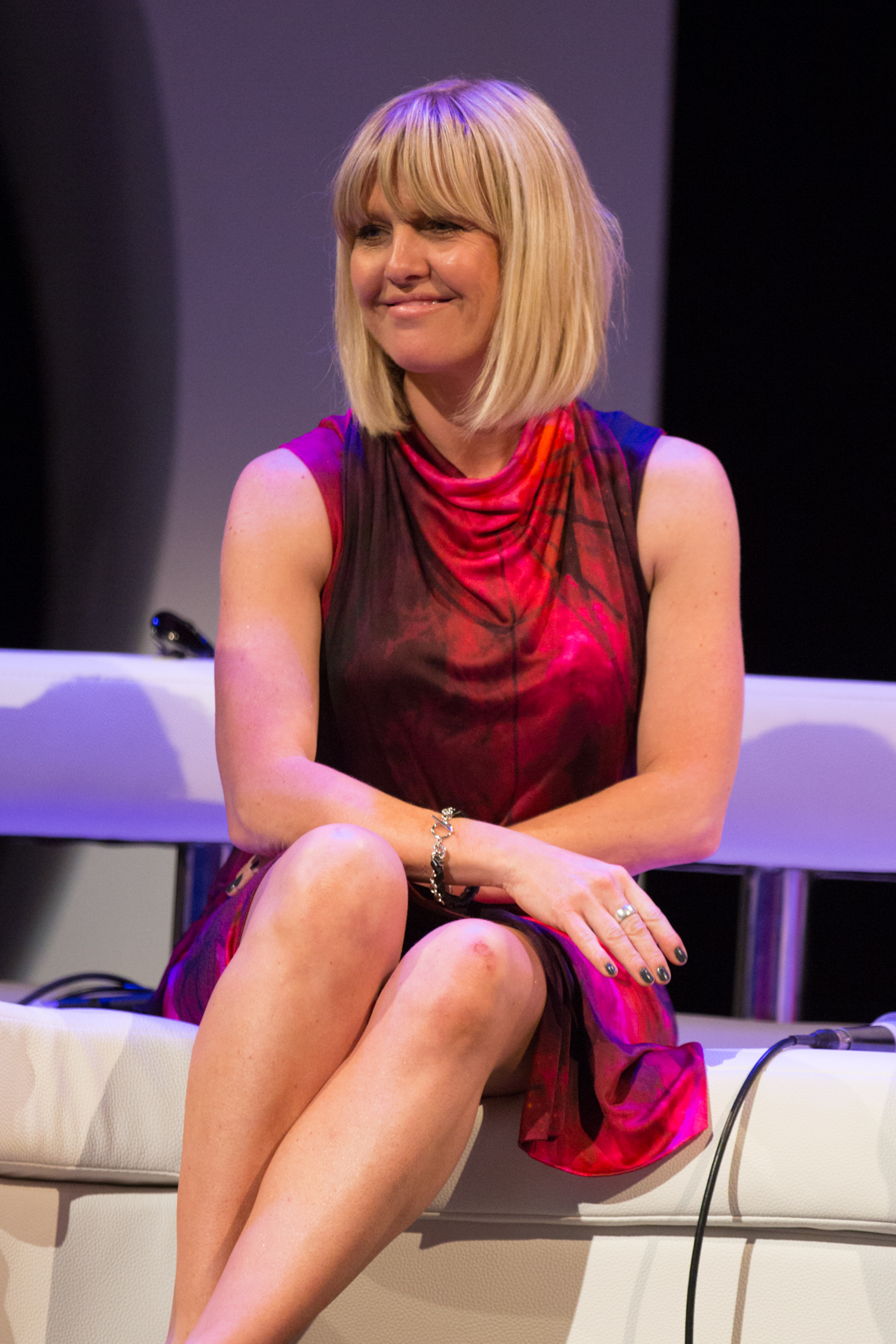
Ashley Jensen (* 1969)

- Jensen, Aslak Wilhelm (* 1975), grönländischer Politiker (Siumut)
- Jensen, August (* 1991), norwegischer Radsportler
- Jensen, Augusta (1858–1936), schwedische Genre-, Landschafts-, Porträt- und Stilllebenmalerin der Düsseldorfer Schule
- Jensen, Axel (1932–2003), norwegischer Schriftsteller

###### Jensen, B
- Jensen, Beate, deutsche Schauspielerin
- Jensen, Ben F. (1892–1970), US-amerikanischer Politiker
- Jensen, Bent (* 1947), dänischer Fußballspieler
- Jensen, Bent Angelo (* 1977), deutscher Modedesigner
- Jensen, Bente (* 1951), dänische Fußballspielerin
- Jensen, Bernhard (1912–1997), dänischer Kanute
- Jensen, Bettina, deutsche Sopranistin
- Jensen, Beverly (1953–2003), US-amerikanische Schauspielerin und Schriftstellerin
- Jensen, Birger (1945–1998), dänischer Schauspieler
- Jensen, Birger (1951–2023), dänischer Fußballspieler
- Jensen, Birgit (* 1957), deutsche bildende Künstlerin
- Jensen, Bjørg Eva (* 1960), norwegische Eisschnellläuferin
- Jensen, Björn (* 1965), deutscher Filmproduzent, Berater und Filmemacher
- Jensen, Björn (* 1976), deutscher Sportjournalist und Fachbuchautor
- Jensen, Bo (* 1976), dänischer Curler
- Jensen, Brian (* 1975), dänischer Fußballtorhüter
- Jensen, Brooks (* 2001), amerikanischer Wrestler

###### Jensen, C
- Jensen, Camilla (* 1982), dänische Curlerin
- Jensen, Carl (1906–1987), deutscher Politiker (CDU), MdL
- Jensen, Carl Jóhan (* 1957), färöischer Schriftsteller, Literaturkritiker, Publizist und Übersetzer
- Jensen, Carl Peter (1906–1987), dänischer Politiker der Socialdemokraterne
- Jensen, Caroline, US-amerikanische Badmintonspielerin
- Jensen, Carsten (* 1952), dänischer Schriftsteller und HochschullehrerCarsten Jensen (* 1952)

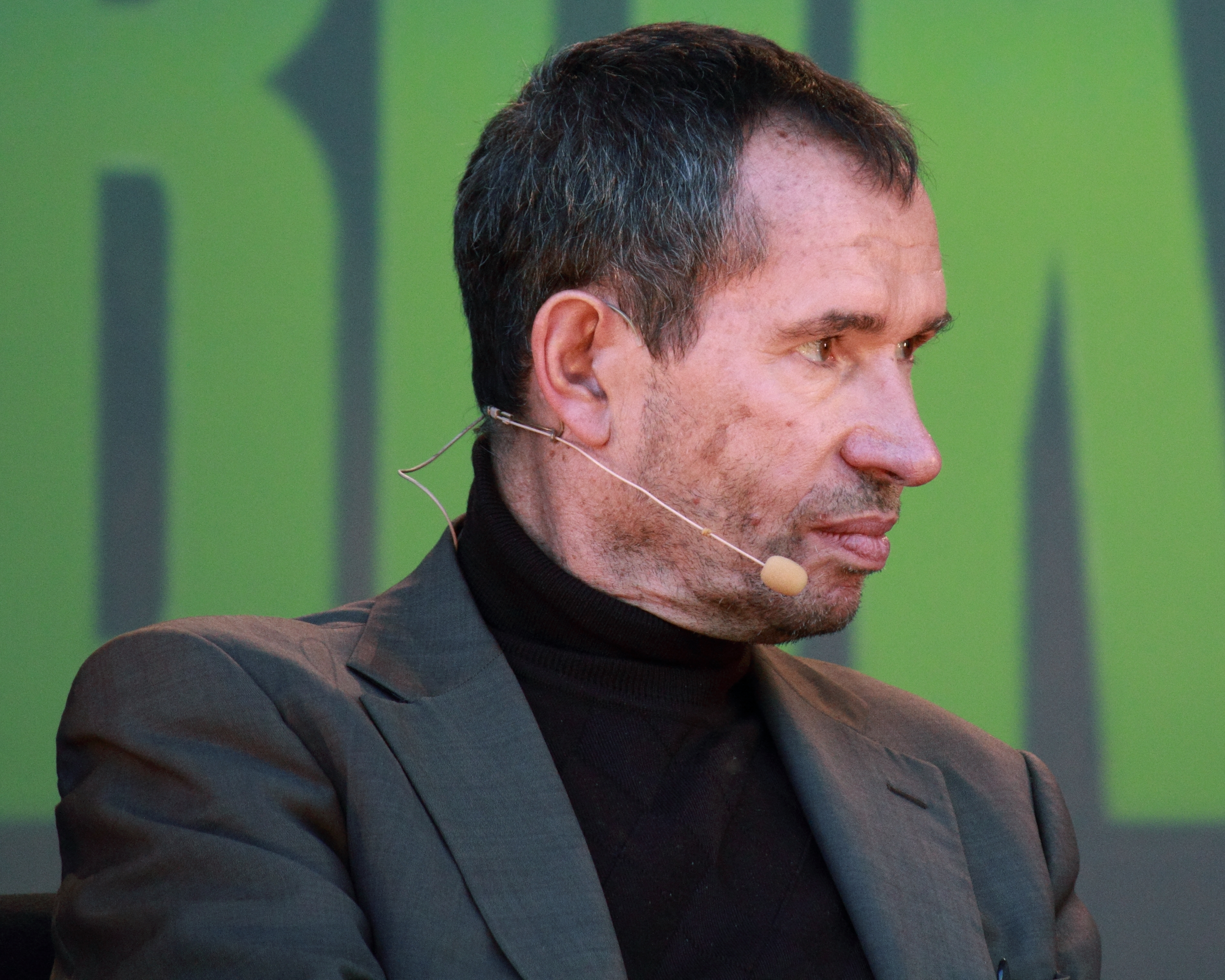
Carsten Jensen (* 1952)

- Jensen, Charles (1885–1920), dänischer Turner
- Jensen, Christian (1839–1900), deutscher Missionar
- Jensen, Christian (1857–1936), deutscher Heimat- und Friesenforscher
- Jensen, Christian (1867–1942), deutscher Physiker und Meteorologe sowie Hochschullehrer an der Universität Hamburg
- Jensen, Christian (1883–1940), deutscher klassischer Philologe und Papyrologe
- Jensen, Christian (* 1972), dänischer Journalist
- Jensen, Christian Albrecht (1792–1870), dänischer Maler und Porträtist
- Jensen, Christina (* 1974), dänische Fußballspielerin
- Jensen, Christine (* 1960), deutsche Schauspielerin
- Jensen, Christine (* 1970), kanadische Jazzmusikerin
- Jensen, Christine Bjelland (* 1994), norwegische Sprinterin
- Jensen, Christine Bøe (* 1975), norwegische Fußballspielerin
- Jensen, Claus (1815–1892), norwegischer Orgelbauer
- Jensen, Claus (* 1977), dänischer Fußballspieler
- Jensen, Cole (* 2001), US-amerikanischer Schauspieler

###### Jensen, D
- Jensen, Dag (* 1964), norwegischer Fagottist, Kammermusiker und Professor
- Jensen, Dan (* 1969), kanadisch-dänischer Eishockeyspieler
- Jensen, Dan (* 1975), dänischer Eishockeytorwart
- Jensen, Daniel (* 1979), dänischer Fußballspieler
- Jensen, Danni (* 1989), dänischer Fußballspieler
- Jensen, Darren (* 1960), kanadischer Eishockeytorwart
- Jensen, David (1816–1902), dänisch-russischer Bildhauer und Hochschullehrer
- Jensen, David (* 1950), kanadischer Hörfunkmoderator
- Jensen, David (* 1952), US-amerikanischer Schauspieler
- Jensen, David (* 1992), dänischer Fußballtorhüter
- Jensen, Delwen Lowell (* 1928), US-amerikanischer Rechtsanwalt, Staatsanwalt und Richter
- Jensen, Derrick (* 1960), US-amerikanischer Autor und Umweltaktivist
- Jensen, Dines (1850–1939), norwegischer Gewerkschaftsfunktionär
- Jensen, Doris J. (* 1978), grönländische Politikerin und Lehrerin
- Jensen, Dorte (* 1972), dänische Seglerin
- Jensen, Dorte Dalum (* 1978), dänische Fußballspielerin

###### Jensen, E
- Jensen, Eckhard (* 1938), deutscher Fußballschiedsrichter
- Jensen, Egon (1922–1985), dänischer sozialdemokratischer Politiker, Abgeordneter und Minister
- Jensen, Einar Lund (* 1949), grönländischer Eskimologe
- Jensen, Eivind Gullberg (* 1972), norwegischer Dirigent
- Jensen, Elisabeth (1877–1924), deutsche Politikerin (SPD)
- Jensen, Elisabeth (1908–1978), deutsche Politikerin
- Jensen, Elke (* 1949), deutsche Produktdesignerin
- Jensen, Ellinor (1929–2023), deutsche Theater- und Filmschauspielerin
- Jensen, Elwood V. (1920–2012), US-amerikanischer Chemiker und Physiologe
- Jensen, Emil Rasmus (1888–1967), deutscher Bildhauer
- Jensen, Eric (* 1970), kanadischer Rennfahrer und Rennstallbesitzer
- Jensen, Eric Frederick (* 1951), US-amerikanischer Historiker und Musikwissenschaftler
- Jensen, Erik (* 1975), grönländischer Politiker (Siumut)
- Jensen, Erling (1891–1973), norwegischer Turner
- Jensen, Erling (1919–2000), dänischer sozialdemokratischer Politiker, Abgeordneter und Minister
- Jensen, Ernst (1943–2015), dänischer Basketballspieler und -trainer
- Jensen, Eugen (1871–1957), österreichischer Schauspieler

###### Jensen, F
- Jensen, Fanny (1890–1969), dänische sozialdemokratische Politikerin, Mitglied des Folketing
- Jensen, Frank (* 1961), dänischer Politiker (Socialdemokraterne), Bürgermeister von Kopenhagen (2010–2020)
- Jensen, Freddy (1926–1996), grönländischer Turner
- Jensen, Frederik (1900–1983), grönländischer Landesrat
- Jensen, Frederik Nicolai (1818–1870), norwegischer Maler, Theaterlehrer, evangelischer Pfarrer und Politiker
- Jensen, Fredrik (1921–2011), norwegischer Kollaborateur, Obersturmführer der Waffen-SS
- Jensen, Fredrik (* 1985), schwedischer Fußballspieler
- Jensen, Fredrik (* 1997), finnischer FußballspielerFredrik Jensen (* 1997)

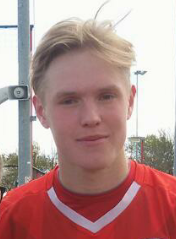
Fredrik Jensen (* 1997)

- Jensen, Friedrich Heinrich Otto (1819–1908), deutscher Jurist und Politiker, MdR
- Jensen, Fritz (1903–1955), österreichischer Schriftsteller, Arzt und Kommunist

###### Jensen, G
- Jensen, Gail (1949–2010), US-amerikanische Schauspielerin, Produzentin und Komponistin
- Jensen, Georg Arthur (1866–1935), dänischer Bildhauer und Silberschmied
- Jensen, Gitta (* 1972), dänische Schwimmerin
- Jensen, Godmand (* 1940), grönländischer Politiker (Atassut)
- Jensen, Gustav (1843–1895), deutscher klassischer Violinist, spätromantischer Komponist und Musikpädagoge
- Jensen, Gyde (* 1989), deutsche Politikerin (FDP), MdBGyde Jensen (* 1989)

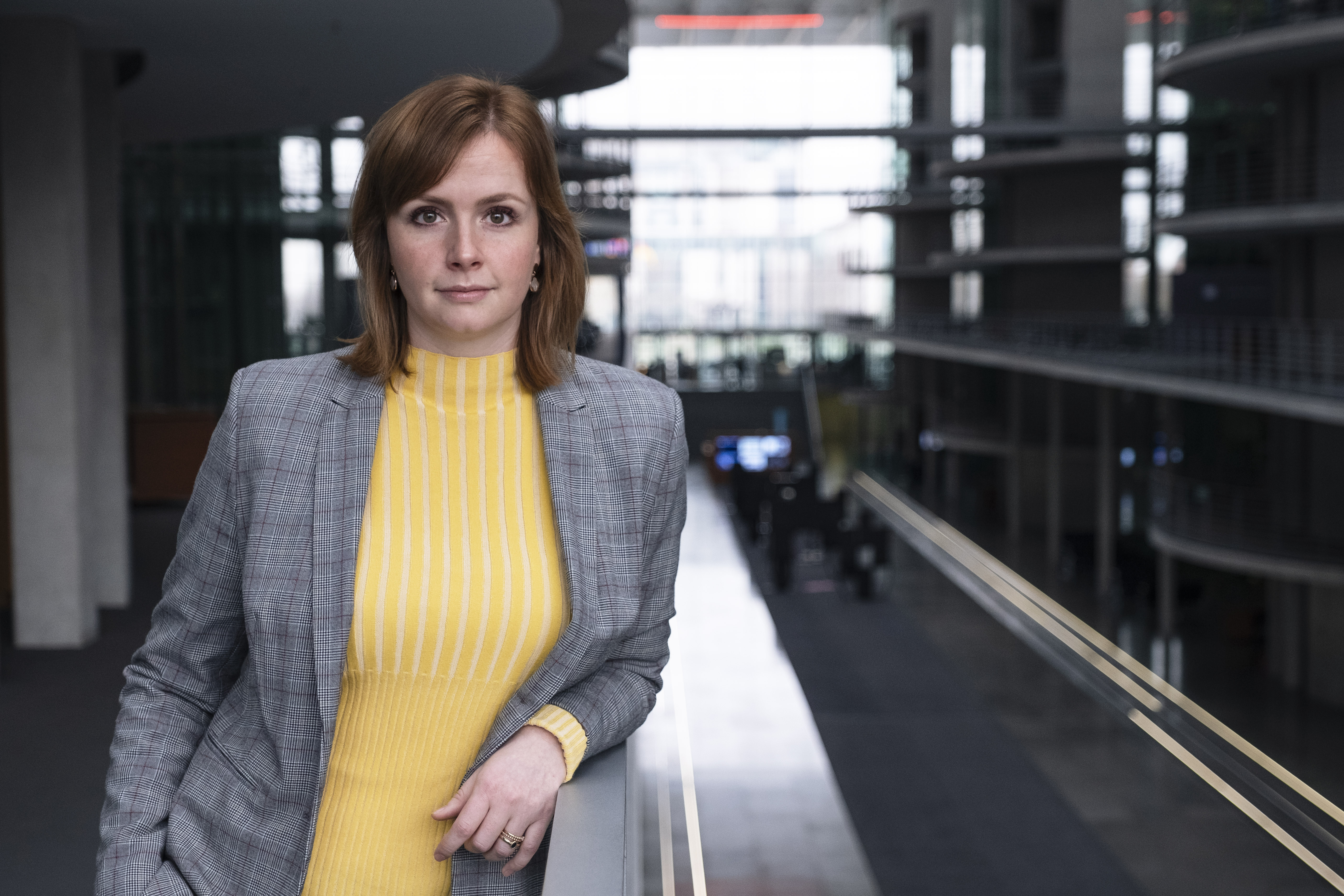
Gyde Jensen (* 1989)

###### Jensen, H
- Jensen, Hanne, dänische Badmintonspielerin
- Jensen, Hans (1884–1973), deutscher Sprachwissenschaftler
- Jensen, Hans G. (1856–1922), norwegischer Politiker und Gewerkschafter
- Jensen, Hans Heinrich (* 1934), deutscher Politiker (CDU), MdHB
- Jensen, Hans Nicolai Andreas (1802–1850), schleswig-holsteinischer Pastor und Heimatforscher
- Jensen, Hans Viggo (* 1900), dänischer Radrennfahrer
- Jensen, Hans-Peter (1921–2000), deutscher Neurochirurg und Hochschullehrer
- Jensen, Harro de Wet (1901–1994), deutscher Anglist
- Jensen, Hayley (* 1992), neuseeländische Cricketspielerin
- Jensen, Heike (* 1965), deutsche Volleyballspielerin
- Jensen, Heine (* 1977), dänischer Handballspieler und -trainer
- Jensen, Heinrich Carstensen (1789–1860), dänischer Kaufmann und Politiker
- Jensen, Helle (* 1969), dänische Fußballspielerin
- Jensen, Henning (* 1943), dänischer Schauspieler
- Jensen, Henning (1949–2017), dänischer FußballspielerHenning Jensen (1949–2017)

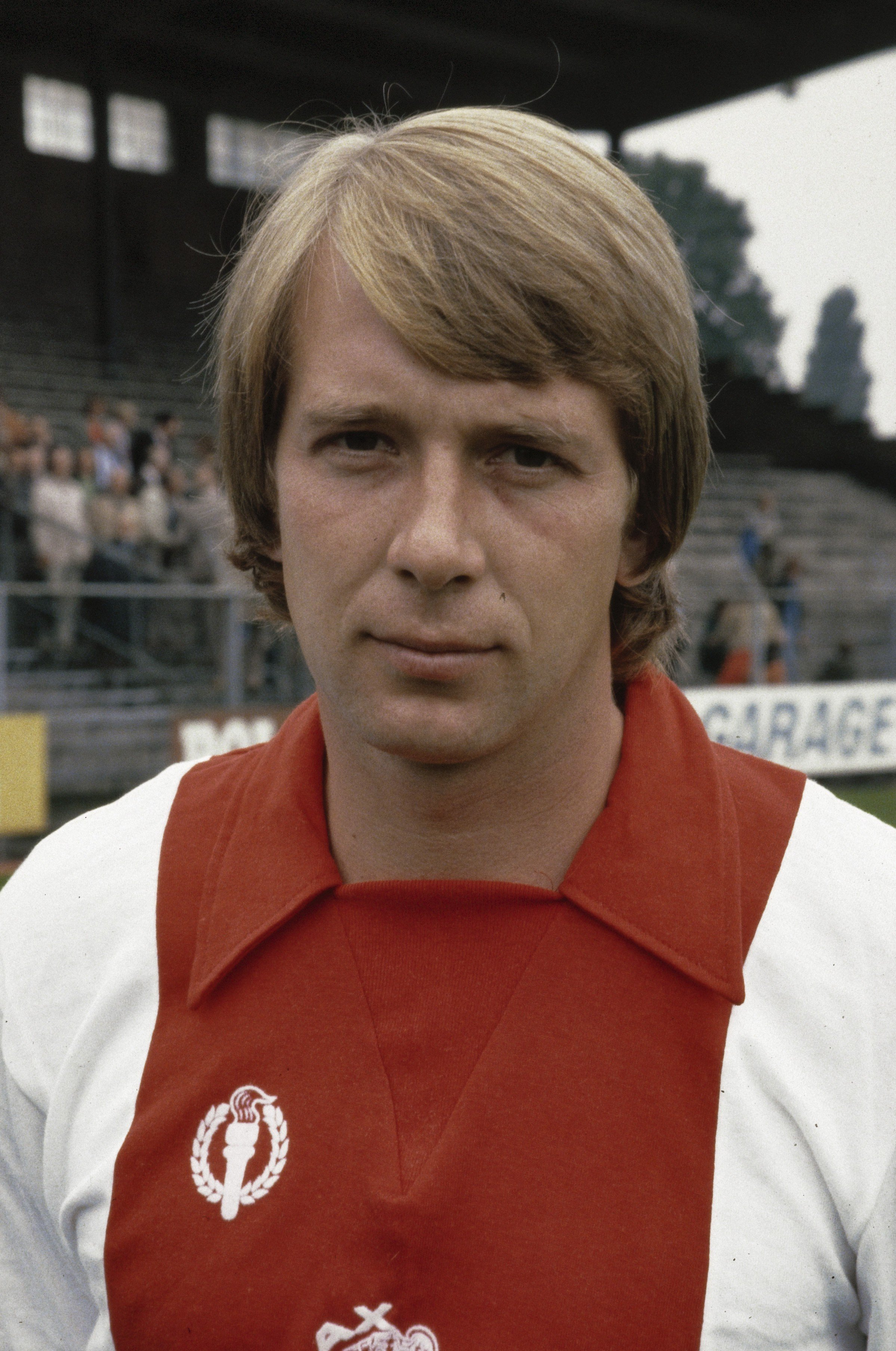
Henning Jensen (1949–2017)

- Jensen, Henrik, dänischer Jazzmusiker (Kontrabass)
- Jensen, Henrik Ravn (* 1965), dänischer Fußballspieler
- Jensen, Henrik Wann (* 1969), dänischer Informatiker und Computergrafiker
- Jensen, Herbert (1900–1968), deutscher Architekt und Professor für Städtebau, Wohnungswesen und Landesplanung an der TH Braunschweig
- Jensen, Hermann (1895–1946), deutscher Arzt, Leiter der NS-Schwesternschaft, Beauftragter des Reichsärzteführers
- Jensen, Hinnerk, deutscher Schauspieler

###### Jensen, I
- Jensen, Iain (* 1988), australischer Segler
- Jensen, Ilannguaq G. (* 1939), grönländischer Pastor, Propst, Lehrer und Journalist
- Jensen, Ingrid (* 1966), kanadische Jazztrompeterin
- Jensen, Isak (* 2003), dänischer Fußballspieler

###### Jensen, J
- Jensen, J. Christian, Filmemacher
- Jensen, Jacob (1926–2015), dänischer Industriedesigner
- Jensen, Jacob (* 1973), dänischer Politiker (Venstre), Ernährungs-, Landwirtschafts- und Fischereiminister Dänemarks
- Jensen, James A. (1918–1998), US-amerikanischer Paläontologe
- Jensen, Jan Krogh (1958–1996), dänisch-schwedischer Rocker
- Jensen, Jane (* 1963), US-amerikanische Schriftstellerin und Spieledesignerin
- Jensen, Jann (* 1969), dänischer Fußballspieler
- Jensen, Janni Arnth (* 1986), dänische Fußballspielerin
- Jensen, Jean (1935–2021), britische Schwimmerin
- Jensen, Jelena (* 1981), US-amerikanische PornodarstellerinJelena Jensen (* 1981)

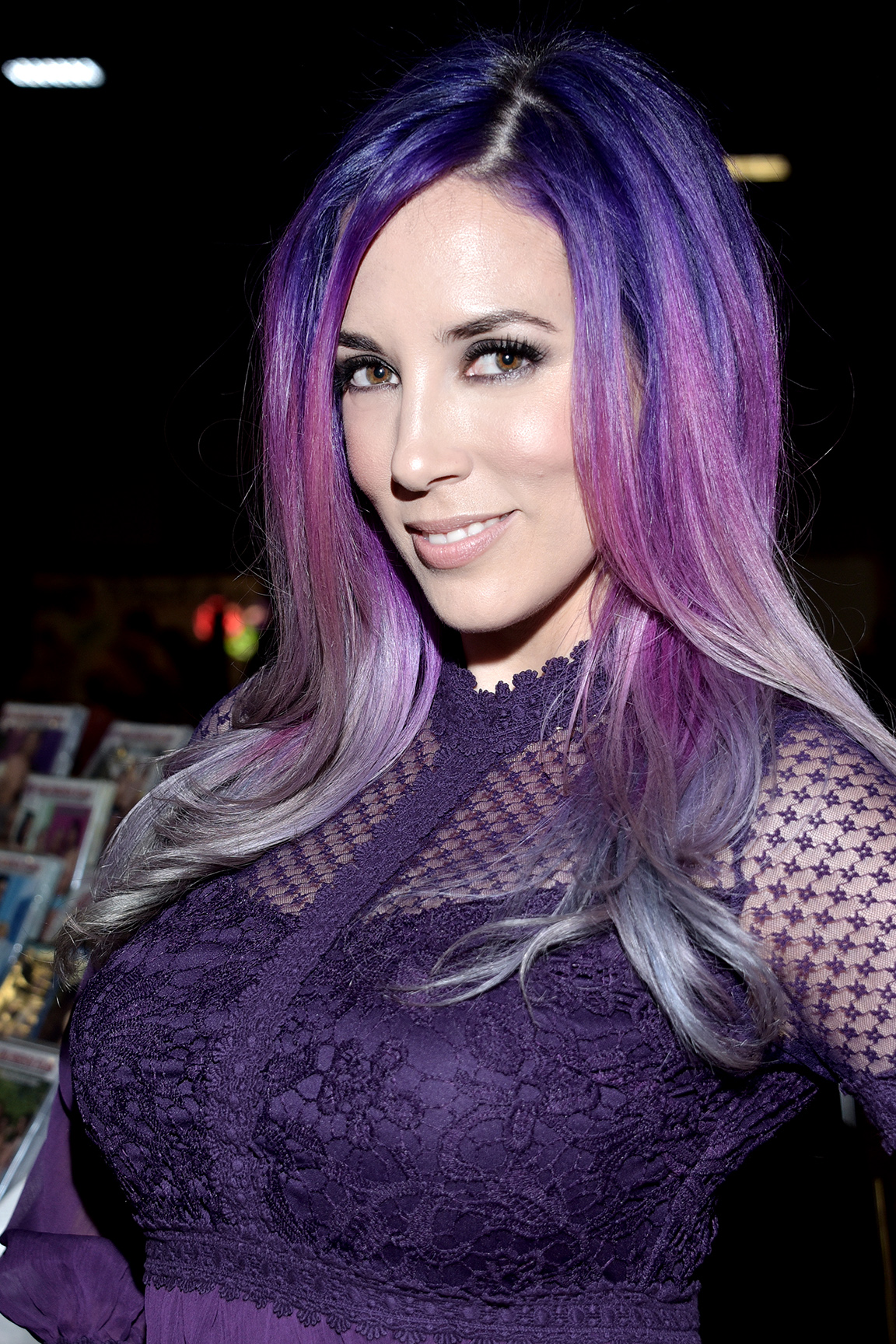
Jelena Jensen (* 1981)

- Jensen, Jens (* 1964), deutscher Gitarrist
- Jensen, Jens (* 1975), dänischer Basketballspieler
- Jensen, Jens Arnold Diderich (1849–1936), dänischer Marineoffizier und Polarforscher
- Jensen, Jens Christian (1928–2013), deutscher Kunsthistoriker, Museumsdirektor und Kurator
- Jensen, Jens Henrik (* 1963), dänischer Schriftsteller und Journalist
- Jensen, Jens Kristian (1885–1956), dänischer Turner
- Jensen, Jeppe (* 1980), grönländischer Manager
- Jensen, Jesper (* 1977), dänischer Handballspieler und -trainer
- Jensen, Jesper (* 1987), dänischer Eishockeyspieler
- Jensen, Joe (* 1983), US-amerikanischer Eishockeyspieler
- Jensen, Johan Laurentz (1800–1856), dänischer Maler
- Jensen, Johan Ludwig (1859–1925), dänischer Mathematiker
- Jensen, Johannes Hans Daniel (1907–1973), deutscher Physiker und NobelpreisträgerJohannes Hans Daniel Jensen (1907–1973)

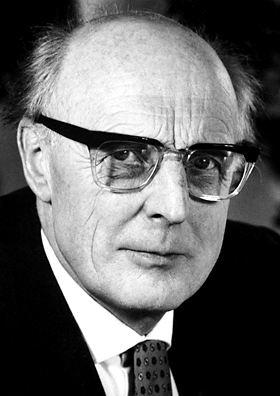
Johannes Hans Daniel Jensen (1907–1973)

- Jensen, Johannes Vilhelm (1873–1950), dänischer Schriftsteller und Nobelpreisträger
- Jensen, John (1933–2015), dänischer Beamter und Lehrer
- Jensen, John (* 1933), US-amerikanischer Kostümbildner
- Jensen, John (* 1965), dänischer Fußballspieler und -trainer
- Jensen, Johnny (* 1972), norwegischer Handballspieler und -trainer
- Jensen, Johnny E. (* 1947), US-amerikanischer Kameramann
- Jensen, Jørgen (1920–1987), dänischer Politiker und Gewerkschafter, DKP-Vorsitzender, Mitglied des Folketing
- Jensen, Jørgen (1936–2008), dänischer Historiker und Autor
- Jensen, Jørgen (1947–2015), dänischer Radrennfahrer
- Jensen, Jörn (1943–2022), deutscher Lehrer und Politiker (AL, Bündnis 90/Die Grünen)
- Jensen, Julie (* 1990), norwegische Freestyle-Skisportlerin
- Jensen, Julie Kepp (* 2000), dänische Schwimmerin
- Jensen, Julius (1841–1891), deutscher Psychiater, Hirnforscher und Irrenanstaltsdirektor
- Jensen, Julius (* 1975), deutscher Theaterregisseur, Autor, Theaterschauspieler und Musiker
- Jensen, Jürgen (1938–2025), deutscher Ethnologe
- Jensen, Jürgen (* 1955), deutscher Ingenieurwissenschaftler
- Jensen, Jürgen F. (* 1939), deutscher Historiker und Archivar

###### Jensen, K
- Jensen, Kai (* 1965), deutscher Biologe und Professor an der Universität Hamburg
- Jensen, Kaj E. (1942–2016), dänischer Radrennfahrer und Weltmeister
- Jensen, Kamilla, grönländische Handballspielerin
- Jensen, Karen, kanadische Sängerin (Sopran) und Gesangspädagogin
- Jensen, Karl Julius (1888–1965), dänischer Mittel- und Langstreckenläufer
- Jensen, Karsten (* 1976), dänischer Fußballspieler
- Jensen, Kasper (* 1982), dänischer Fußballspieler
- Jensen, Kasper (* 1987), dänischer Eishockeyspieler
- Jensen, Katharina (* 1986), deutsche Politikerin (CDU), MdL
- Jensen, Klaus (* 1952), deutscher Politiker (SPD) und Unternehmer
- Jensen, Klaus (* 1958), deutscher Agronom und Gastronom, MdL (CDU)
- Jensen, Knud Enemark (1936–1960), dänischer Radrennfahrer
- Jensen, Knud W. (1916–2000), dänischer Kunstsammler, Museumsdirektor und Geschäftsmann
- Jensen, Knut Erik (* 1940), norwegischer Filmregisseur und Drehbuchautor
- Jensen, Kris (* 1942), US-amerikanischer Popsänger
- Jensen, Kristian (* 1971), dänischer Politiker (Venstre) und Außenminister
- Jensen, Kristine (* 1956), dänische Landschaftsarchitektin und Professorin
- Jensen, Kristine Marie (1858–1923), dänische Köchin und Kochbuchautorin

###### Jensen, L
- Jensen, Lars (* 1964), dänischer Radrennfahrer
- Jensen, Lars Karl (* 1949), grönländischer Politiker (Siumut), Seemann, Lehrer und Autor
- Jensen, Lars P. (1909–1986), dänischer Politiker (Socialdemokraterne), Mitglied des Folketing und Minister
- Jensen, Lars-Viggo (1945–2023), dänischer Autorennfahrer
- Jensen, Larsen (* 1985), US-amerikanischer Freistilschwimmer
- Jensen, Laura Cecilie (* 1999), dänische Handballspielerin
- Jensen, Leif (* 1948), norwegischer Gewichtheber und Olympiasieger
- Jensen, Lene (* 1976), dänische Fußballspielerin
- Jensen, Leon (1904–1990), deutscher Rechtsanwalt, Notar und Kommunalpolitiker (CDU)
- Jensen, Leon (* 1997), deutscher Fußballspieler
- Jensen, Leslie (1892–1964), US-amerikanischer Politiker
- Jensen, Line (* 1981), dänische Triathletin
- Jensen, Line Sigvardsen (* 1991), dänische Fußballspielerin
- Jensen, Liz (* 1959), britische Schriftstellerin
- Jensen, Lorenz (1883–1961), deutscher Diplomat
- Jensen, Louis (1858–1908), dänischer Landschafts- und Architekturmaler
- Jensen, Louis (1911–1992), dänischer Schafzuchtverwalter und Richter
- Jensen, Louise Dam Eckardt (* 1980), dänische Jazz- und Improvisationsmusikerin
- Jensen, Luca (* 1998), deutscher Fußballspieler
- Jensen, Luke (* 1966), US-amerikanischer Tennisspieler

###### Jensen, M
- Jensen, Marcus (* 1967), deutscher Schriftsteller
- Jensen, Maren (* 1956), US-amerikanische Schauspielerin
- Jensen, Mariane Paviasen (* 1969), grönländische Umweltaktivistin und Politikerin (Inuit Ataqatigiit)
- Jensen, Marianne (* 1949), grönländische Politikerin und Lehrerin
- Jensen, Marianne (* 1970), dänische Fußballspielerin
- Jensen, Mark (1960–2021), kanadischer Rennrodler
- Jensen, Markus (* 2005), dänischer Fußballspieler
- Jensen, Martin, Tontechniker
- Jensen, Martin (1909–1992), estnischer Fußballspieler
- Jensen, Martin (* 1983), dänischer Triathlet
- Jensen, Martin (* 1991), dänischer DJ und Produzent
- Jensen, Mathias (* 1996), dänischer Fußballspieler
- Jensen, Matthew, US-amerikanischer Kameramann
- Jensen, Max (* 1860), deutscher Marinemaler
- Jensen, Mette V. (* 1987), dänische Fußballspielerin
- Jensen, Michael (1939–2024), amerikanischer Ökonom
- Jensen, Michael (* 1975), dänischer Autorennfahrer
- Jensen, Michael Aastrup (* 1976), dänischer Politiker, Mitglied des Folketing
- Jensen, Mike (* 1988), dänischer Fußballspieler
- Jensen, Mike (* 1995), dänischer HandballspielerMike Jensen (* 1995)

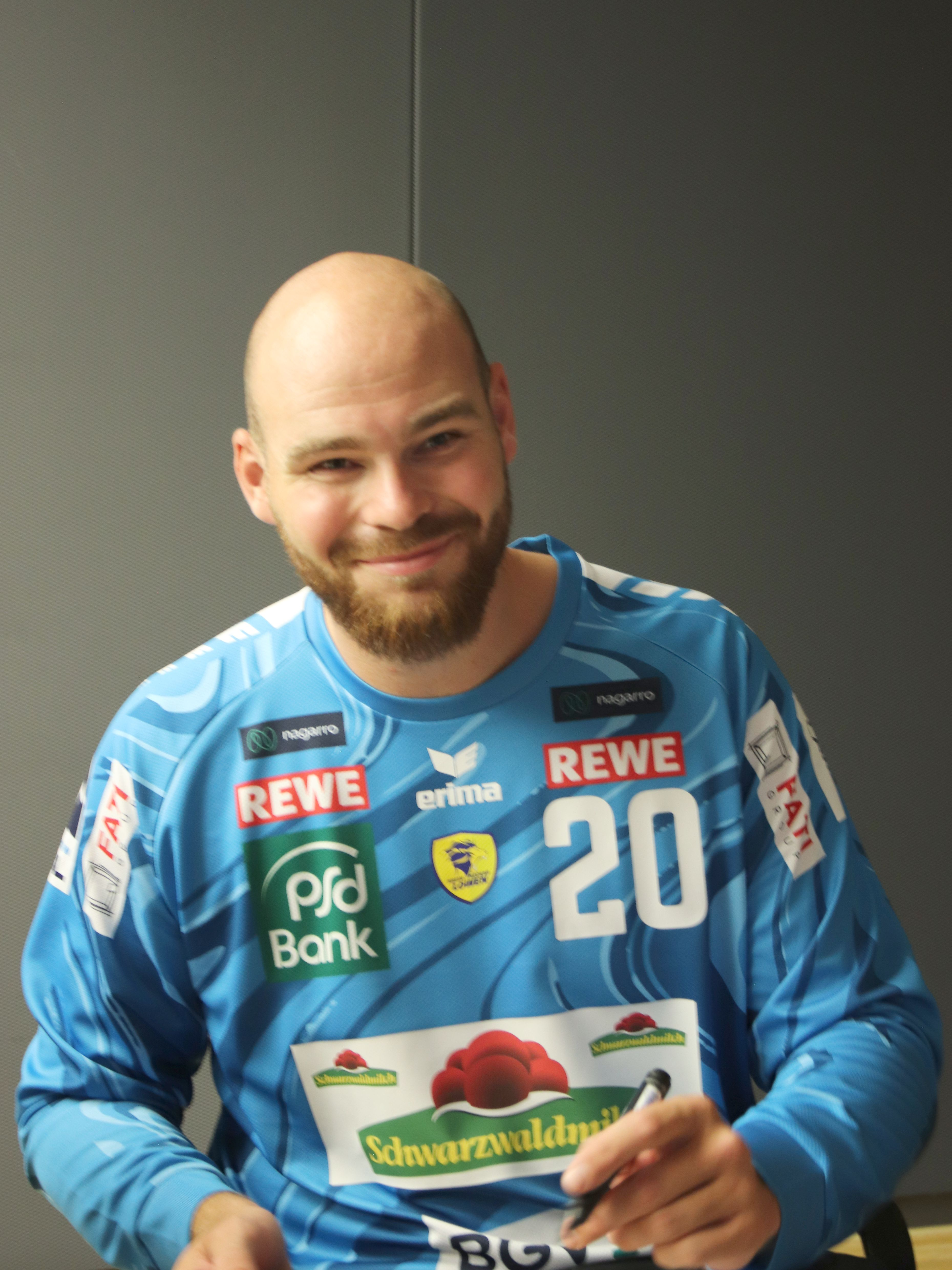
Mike Jensen (* 1995)

- Jensen, Mikkel (* 1994), dänischer Automobilrennfahrer
- Jensen, Mikkel Gregers, dänisches Model
- Jensen, Mogens (* 1963), dänischer Politiker
- Jensen, Morten (* 1982), dänischer Leichtathlet
- Jensen, Morten (* 1987), deutscher Fußballtorhüter
- Jensen, Murphy (* 1968), US-amerikanischer Tennisspieler

###### Jensen, N
- Jensen, Nephi (1876–1955), US-amerikanischer Jurist, Politiker und Missionar der Kirche Jesu Christi der Heiligen der Letzten Tage
- Jensen, Nicholas (* 1989), deutsch-dänischer Eishockeyspieler
- Jensen, Nick (* 1990), US-amerikanischer Eishockeyspieler
- Jensen, Nicklas (* 1993), kanadisch-dänischer Eishockeyspieler
- Jensen, Niclas (* 1974), dänischer Fußballspieler
- Jensen, Niels Peter (1802–1846), dänischer Komponist, Organist und Flötist
- Jensen, Niels-Peter (* 1974), deutscher Extrem-Mountainbike-Sportler
- Jensen, Nils (* 1947), österreichischer Verleger, Literat und Autor
- Jensen, Nora (* 1965), deutsche SchauspielerinNora Jensen (* 1965)

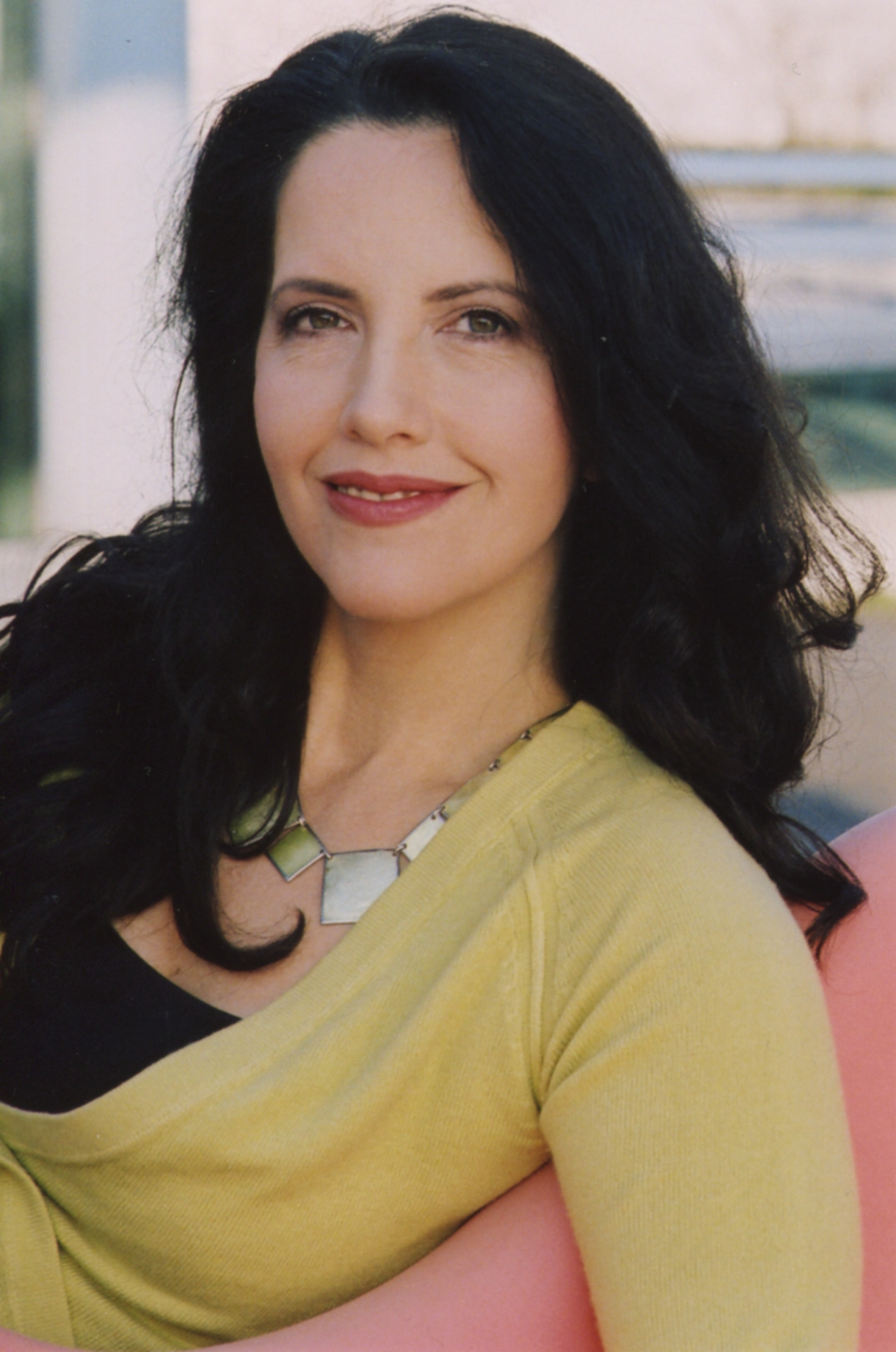
Nora Jensen (* 1965)

###### Jensen, O
- Jensen, Oddmund (1928–2011), norwegischer Skilangläufer
- Jensen, Ole (1924–1977), deutscher Zeichner und Karikaturist
- Jensen, Ole (1928–2015), dänischer Badmintonspieler
- Jensen, Ole Jørgen (* 1988), norwegischer Straßenradrennfahrer
- Jensen, Oliver (* 2002), dänischer Fußballspieler
- Jensen, Oluf (1672–1750), Amrumer Seefahrer
- Jensen, Ove (* 1947), dänischer Radrennfahrer
- Jensen, Ove (* 1973), deutscher Wirtschaftswissenschaftler

###### Jensen, P
- Jensen, Patrik (* 1969), schwedischer GitarristPatrik Jensen (* 1969)

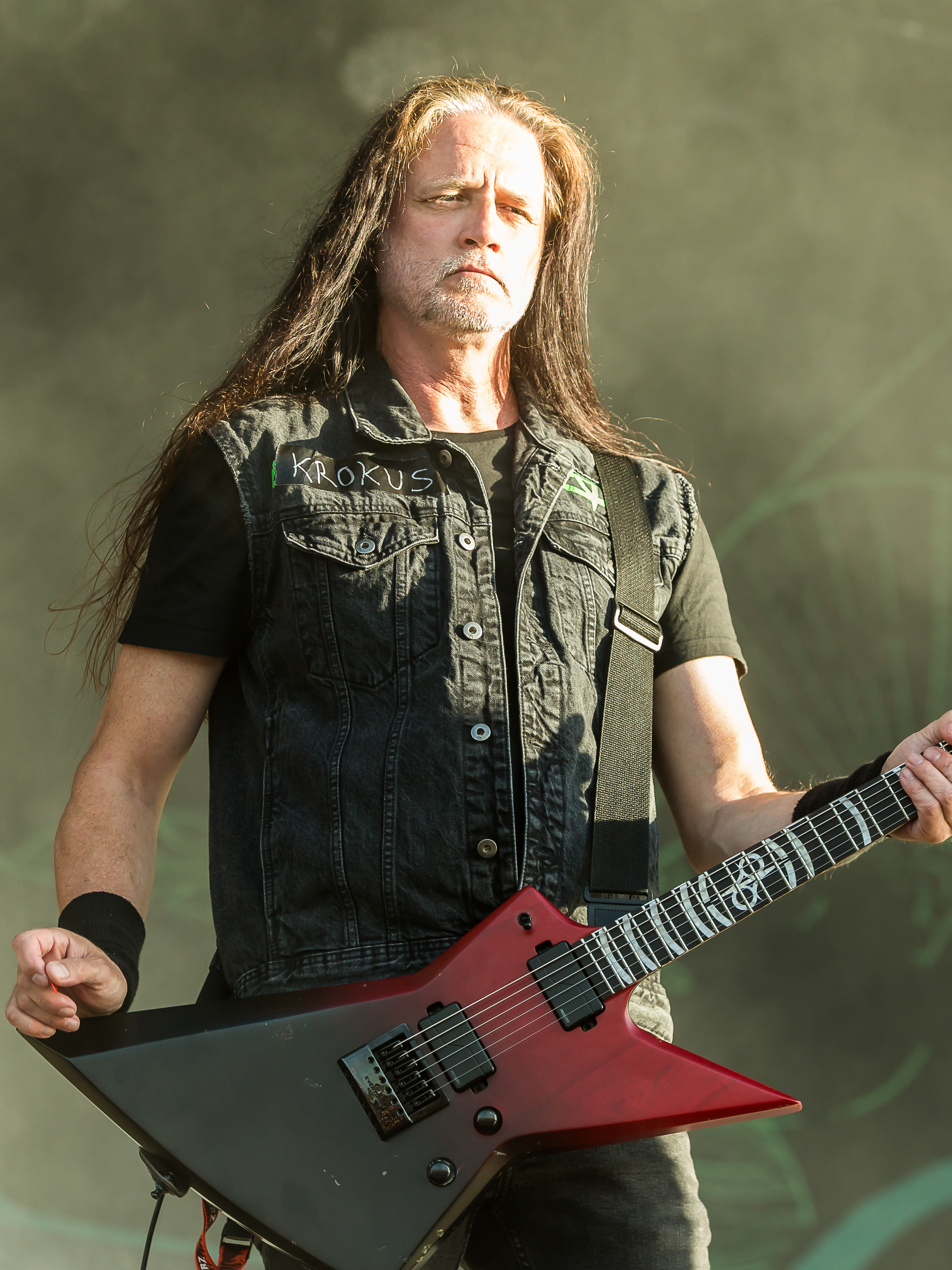
Patrik Jensen (* 1969)

- Jensen, Paul (1850–1931), deutscher Theaterschauspieler, Sänger (Bariton), Gesangspädagoge und Theaterintendant
- Jensen, Paula (* 1980), färöische Fußballspielerin
- Jensen, Pavia (1877–1957), grönländischer Kaufmann und Landesrat
- Jensen, Pelle (* 1992), deutscher Fußballspieler
- Jensen, Peter (1824–1889), deutscher Politiker
- Jensen, Peter (1856–1941), deutscher Hufner und Landesökonomierat
- Jensen, Peter (1861–1936), deutscher Altorientalist
- Jensen, Peter (1890–1969), deutscher Politiker (CDU), MdL
- Jensen, Peter (1913–1955), deutscher Experimentalphysiker
- Jensen, Peter (1914–1993), grönländischer Katechet und Landesrat
- Jensen, Peter (1931–2000), deutscher Holzbildhauer und Restaurator
- Jensen, Peter, deutscher Sportmoderator
- Jensen, Peter Vindahl (* 1998), dänischer Fußballtorwart
- Jensen, Phon-Ek (* 2003), thailändisch-dänischer Fußballspieler
- Jensen, Poul, dänischer Astronom
- Jensen, Poul (1934–2022), dänischer Fußballspieler
- Jensen, Poul Høj (* 1944), dänischer Regattasegler und Bootsbauer

###### Jensen, R
- Jensen, Rafael da Cunha (* 1988), brasilianischer Fußballspieler
- Jensen, Rebecca (* 1972), US-amerikanische Tennisspielerin
- Jensen, Richard (* 1996), finnischer Fußballspieler
- Jensen, Robert (* 1973), niederländischer Fernsehmoderator
- Jensen, Ronald (* 1936), US-amerikanischer Mathematiker
- Jensen, Ronald (* 1946), norwegischer Skispringer
- Jensen, Ryan (* 1991), US-amerikanischer American-Football-Spieler

###### Jensen, S
- Jensen, Sandra-Maria (* 1994), dänische Badmintonspielerin
- Jensen, Sara Indrio (* 1975), dänische Schauspielerin und Musikerin
- Jensen, Schwen Hans (1795–1855), deutscher Seemann, später Jurist, deutsch-dänischer Beamter, Finanzexperte, Bürgermeister von Kiel, schleswig-holsteinischer Politiker und Landvogt auf Sylt
- Jensen, Sergej (* 1973), dänischer Maler, Musiker, Performance- und Installationskünstler
- Jensen, Severin (* 1723), dänischstämmiger Architekt
- Jensen, Simon (* 1988), deutsch-schwedischer Schauspieler
- Jensen, Siv (* 1969), norwegische Politikerin, Mitglied des Storting
- Jensen, Sophie Bothilde (1912–2007), deutsch-dänische Malerin
- Jensen, Sophus (1889–1945), US-amerikanischer Wasserballspieler
- Jensen, Søren Georg (1917–1982), dänischer Silberschmied und Bildhauer
- Jensen, Søren Marinus (1879–1965), dänischer Ringer
- Jensen, Sririta (* 1981), dänisch-thailändische Schauspielerin, Fotomodell
- Jensen, Stephen Arthur (* 1954), kanadischer Geistlicher, Bischof von Prince George
- Jensen, Steve (1955–2022), US-amerikanischer Eishockeyspieler und -trainer
- Jensen, Susanne (* 1963), deutsche Künstlerin, Autorin und Pastorin der Nordkirche
- Jensen, Synne (* 1996), norwegische Fußballspielerin

###### Jensen, T
- Jensen, Thea (* 1999), dänische Kugelstoßerin
- Jensen, Theis (1938–2018), dänischer Jazzmusiker
- Jensen, Thit (1876–1957), dänische Schriftstellerin
- Jensen, Thøger (* 1960), dänischer Schriftsteller
- Jensen, Thor (1880–1976), norwegischer Turner
- Jensen, Tobias (* 2004), dänischer Basketballspieler
- Jensen, Tomas Villum (* 1971), dänischer Schauspieler und Filmregisseur
- Jensen, Toni (1891–1970), deutsche Politikerin (SPD), MdL
- Jensen, Torben (1944–2018), dänischer Schauspieler
- Jensen, Trine Østergaard (* 1991), dänische Handballspielerin

###### Jensen, U
- Jensen, Uffa (* 1969), deutscher Historiker
- Jensen, Uwe (1943–2024), deutscher Politiker (SPD), MdL
- Jensen, Uwe (* 1948), deutscher Schlagersänger
- Jensen, Uwe (* 1950), deutscher Mathematiker und Hochschullehrer
- Jensen, Uwe (* 1958), deutscher Mathematiker und Hochschullehrer
- Jensen, Uwe Jens (1941–1997), deutscher Dramaturg, Theaterregisseur und Autor

###### Jensen, V
- Jensen, Valentin (* 2005), dänischer Sprinter
- Jensen, Valther (1888–1982), dänischer Diskuswerfer und Kugelstoßer
- Jensen, Victor (* 2000), dänischer Fußballspieler
- Jensen, Victoria (1847–1930), dänische Krankenschwester, Diakonisse und Oberin
- Jensen, Viggo (1874–1930), dänischer Gewichtheber, Sportschütze und Leichtathlet
- Jensen, Viggo (* 1947), dänischer Fußballspieler, -trainer und Funktionär

###### Jensen, W
- Jensen, Wilhelm (1837–1911), deutscher Lyriker und SchriftstellerWilhelm Jensen (1837–1911)

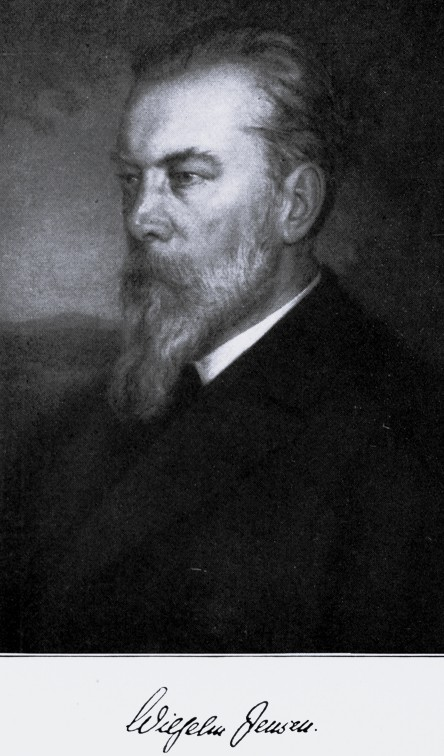
Wilhelm Jensen (1837–1911)

- Jensen, William B. (1948–2024), US-amerikanischer Chemiker und Chemiehistoriker

###### Jensen-A
- Jensen-Abbew, Jonas (* 2002), dänischer Fußballspieler

###### Jensen-J
- Jensen-Jarolim, Erika (* 1960), österreichische Ärztin und Forscherin im Bereich Immunologie und Allergologie

###### Jensen-L
- Jensen-Leier, Marlies (* 1950), deutsche Schriftstellerin

###### Jensen-N
- Jensen-Nissen, Peter (* 1944), deutscher Politiker (CDU), MdL

#### Jensm
- Jensma, Folkert (* 1957), niederländischer Journalist und Chefredakteur

#### Jenso
- Jenson, Dan (* 1975), australischer Squashspieler
- Jenson, George (1930–2018), US-amerikanisch-kanadischer Spezialeffektkünstler und Illustrator
- Jenson, Jane (* 1946), kanadische Politikwissenschaftlerin
- Jenson, Jessika (* 1991), US-amerikanische Snowboarderin
- Jenson, Nicolas (1420–1480), französischer Drucker und Verleger
- Jenson, Roy (1927–2007), US-amerikanischer Schauspieler und Stuntman
- Jenson, Vicky (* 1960), US-amerikanische Regisseurin
- Jenson, Walter (1902–1952), deutscher Musiker, Komponist und Arrangeur

#### Jenss
- Jenssen, Amanda (* 1988), schwedische Sängerin
- Jenssen, Christian (1905–1996), deutscher Pädagoge und freier Schriftsteller
- Jenssen, Frank (* 1969), norwegischer Politiker
- Jenssen, Geir (* 1962), norwegischer Musiker, Bergsteiger und FotografGeir Jenssen (* 1962)

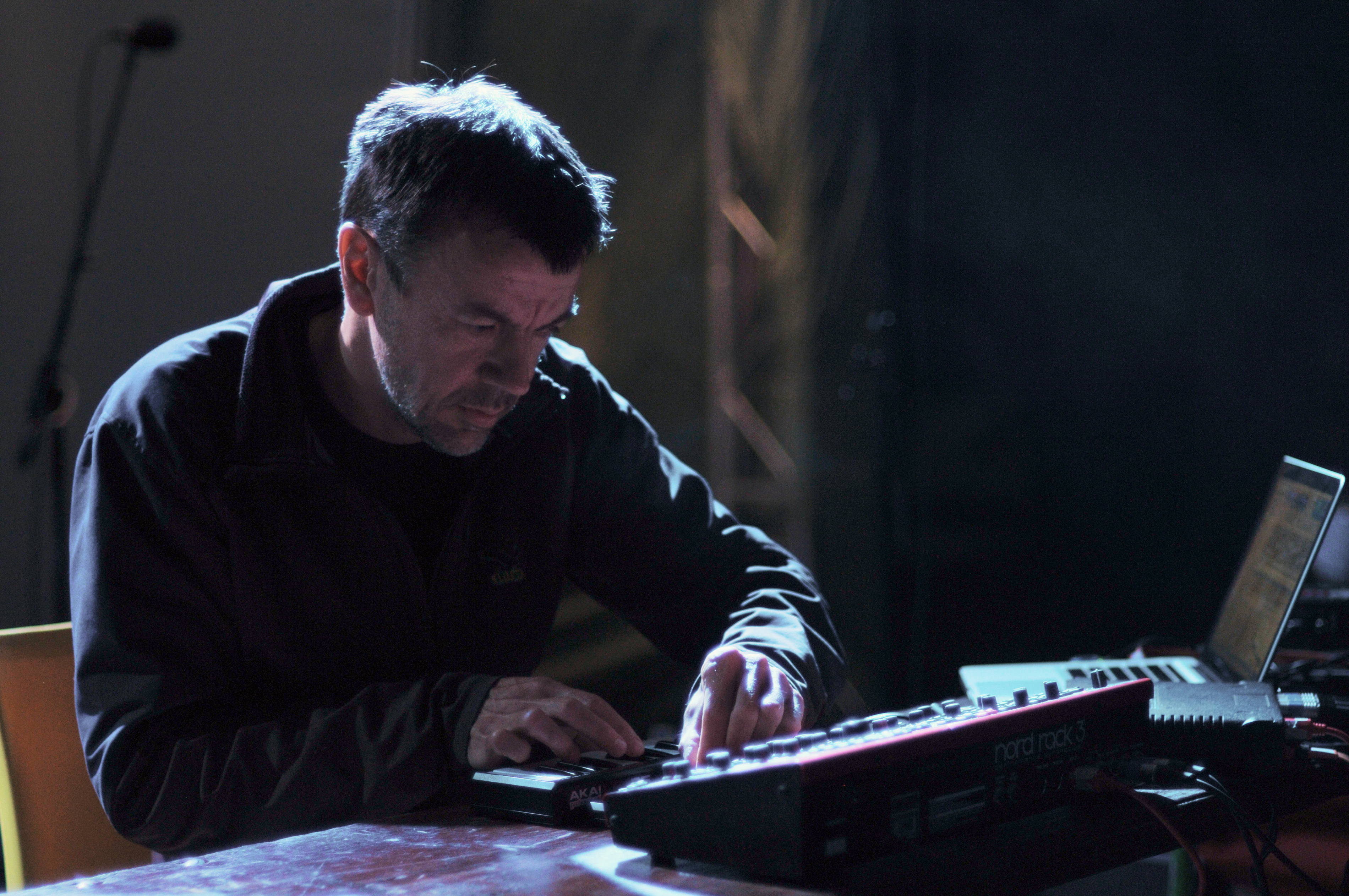
Geir Jenssen (* 1962)

- Jenssen, Gerda Margaretha (* 1904), deutsches Fotomodell und Malerin
- Jenssen, Hans (* 1963), dänischer Illustrator
- Jenssen, Hans-Hinrich (1927–2003), deutscher evangelischer Theologe
- Jenssen, Jan Thomas (* 1996), norwegischer Skilangläufer
- Jenssen, Jens (* 1979), deutscher Politiker (SPD)
- Jenssen, Lene (* 1957), norwegische Schwimmerin
- Jenssen, Matz William (* 2001), norwegischer Skilangläufer
- Jenssen, Olav Christopher (* 1954), norwegischer bildender Künstler und Kunst-Professor
- Jenssen, Otto (1883–1963), deutscher Pädagoge und Hochschullehrer
- Jenssen, Ruben (* 1988), norwegischer Fußballspieler
- Jenssen, Stian (* 1978), norwegischer Ministerialbeamter
- Jenssen, Sven (1934–2022), deutscher Schlagersänger
- Jenssen, Ulrik (* 1996), norwegischer Fußballspieler
- Jenssen, Wolfgang (1942–2022), deutscher Politiker (SPD), MdL
- Jensson, Eloise (1922–2004), US-amerikanische Kostümbildnerin
- Jensson, Leif (1899–1948), norwegischer Journalist

#### Jenst
- Jensterle, Jurij (* 1993), slowenischer Handballspieler

### Jent
- Jent, Hermann (1850–1915), Schweizer Verleger und Buchdrucker
- Jent, Louis (1810–1867), Schweizer Verleger und Buchhändler
- Jent, Louis (1936–2014), Schweizer Schriftsteller, Drehbuchautor und Werbefachmann
- Jent, Nils (* 1962), Schweizer Wirtschaftswissenschaftler
- Jent-Sørensen, Ingrid (* 1951), Schweizer Rechtswissenschafterin
- Jentalzew, Andrei Wassiljewitsch (1788–1845), russischer Oberstleutnant und Dekabrist
- Jente, Martin (1909–1996), deutscher Journalist, Schauspieler und Fernsehproduzent
- Jenter, Herbert (1930–2012), deutscher Volleyball-Trainer
- Jenter, Jörg (* 1958), deutscher Fußballspieler
- Jentgens, Heinrich (1912–2004), deutscher Pneumologe
- Jentgens, Jakob (* 1994), Saxophonist
- Jentgens, Sarah (* 1982), deutsche Eiskunstläuferin
- Jentgens, Stephanie (* 1964), deutsche Hochschuldozentin, Autorin, Herausgeberin und Jurorin
- Jentges, Wilhelm (1825–1884), Unternehmer und Kommunalpolitiker
- Jentink, Fredericus Anna (1844–1913), niederländischer Zoologe
- Jentsch, Adolph (1888–1977), namibischer Landschaftsmaler deutscher Abstammung
- Jentsch, Analena (* 1997), deutsche Curlerin
- Jentsch, Anne (* 1983), deutsch-sorbische freie Autorin
- Jentsch, Christiane (* 1961), deutsche Curling-Spielerin
- Jentsch, Christoph (1931–2015), deutscher Geograph und Professor für Geographie
- Jentsch, Daniela (* 1982), deutsche Curlerin
- Jentsch, Dominic (* 1991), deutscher Poolbillardspieler
- Jentsch, Elaine (* 1994), deutsche Politikerin (CDU)
- Jentsch, Ernst (1867–1919), deutscher Psychiater
- Jentsch, Frieder (* 1947), deutscher Mineraloge, Wissenschafts- und Technikhistoriker
- Jentsch, Gerhard (1924–1998), deutscher Schauspieler, Hörspiel- und Synchronsprecher
- Jentsch, Hans-Joachim (1937–2021), deutscher Politiker (CDU), MdL, MdB und Richter des Bundesverfassungsgerichts (1996–2005)
- Jentsch, Heinrich Adolph (1818–1896), deutscher evangelisch-lutherischer Pfarrer und Autor
- Jentsch, Hugo (1840–1916), deutscher Urgeschichtsforscher
- Jentsch, Johannes (1881–1965), deutscher Forstwissenschaftler und Hochschullehrer
- Jentsch, Joseph Anton (1698–1758), deutscher Baumeister und Architekt
- Jentsch, Julia (* 1978), deutsche SchauspielerinJulia Jentsch (* 1978)

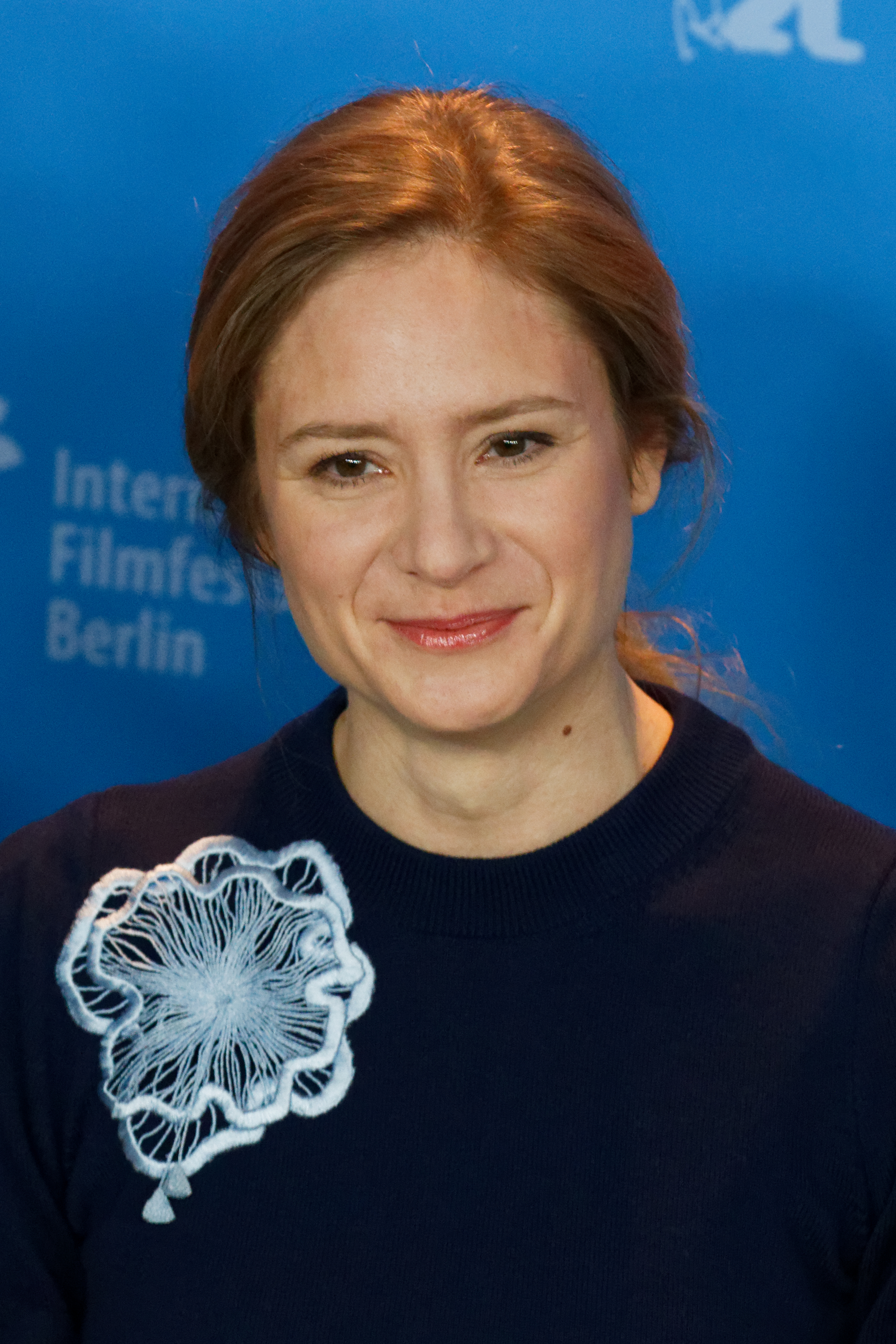
Julia Jentsch (* 1978)

- Jentsch, Jürgen (* 1939), deutscher Politiker (SPD), MdL
- Jentsch, Karl August (1828–1895), sorbischer Pfarrer und Literaturhistoriker
- Jentsch, Karl-Heinz (1921–2004), deutscher Betriebswirt und Politiker (LDPD), MdV
- Jentsch, Margit (* 1963), deutsche Politikerin (SED, PDS), MdVK
- Jentsch, Martina (* 1968), deutsche Gerätturnerin
- Jentsch, Olaf (* 1970), deutscher Basketballspieler
- Jentsch, Otto (1898–1978), deutscher Ingenieur und Rektor der Hochschule für Verkehrswesen Dresden
- Jentsch, Stefan (1955–2016), deutscher Zellbiologe
- Jentsch, Thomas (* 1953), deutscher Molekularbiologe, Professor für Molekulare Neuropathologie
- Jentsch, Walter (1900–1979), deutscher Komponist, Kapellmeister und Rundfunkregisseur
- Jentsch, Werner (1913–1993), evangelisch-lutherischer Theologe und PfarrerWerner Jentsch (1913–1993)

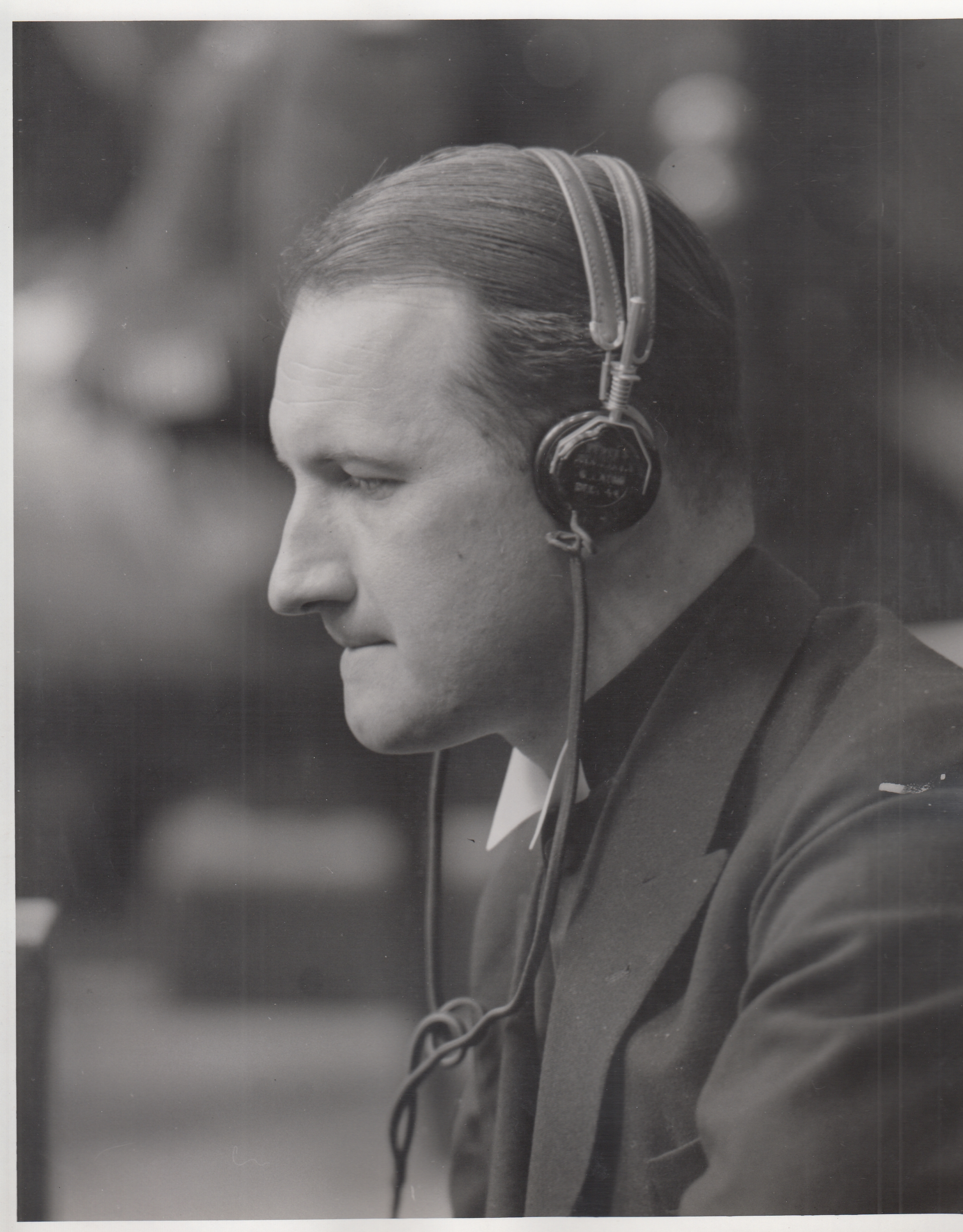
Werner Jentsch (1913–1993)

- Jentsch, Willy (1892–1966), deutscher Politiker (SPD und (SED)) sowie Oberbürgermeister
- Jentschke, Gerhard (* 1955), deutscher Kirchenmusiker und Organist
- Jentschke, Willibald (1911–2002), österreichischer Physiker
- Jentschmen, Emmanuil Semjonowitsch (1891–1966), sowjetischer Philosoph
- Jentz, Thomas L. (1946–2012), US-amerikanischer Autor
- Jentzen, Adolf (1899–1943), deutscher Widerstandskämpfer
- Jentzen, Arnulf (* 1983), deutscher Mathematiker
- Jentzen, Ernst (1895–1960), deutscher Politiker (CDU), MdBB
- Jentzen, Friedrich (1804–1875), deutscher Porträtmaler und Lithograph
- Jentzen, Friedrich (1815–1901), deutscher Maler
- Jentzen, Marc, deutscher Sänger
- Jentzkow, Kaspar (1535–1611), deutscher Pädagoge und lutherischer Geistlicher
- Jentzmik, Peter (* 1943), deutscher Theologe und Religionsphilosoph
- Jentzsch, Alfred (1850–1925), deutscher Geologe
- Jentzsch, Alfred (1890–1983), deutscher Gymnasiallehrer und -direktor
- Jentzsch, Bernd (* 1940), deutscher Lyriker, Erzähler, Übersetzer und Essayist
- Jentzsch, Christian, deutscher Dokumentarfilmer und Journalist
- Jentzsch, Dietmar (* 1955), deutscher Fußballspieler
- Jentzsch, Elias (1599–1652), Dresdner Ratsherr und Bürgermeister
- Jentzsch, Erich (1895–1961), Leiter des Polizeiamtes Gelsenkirchen
- Jentzsch, Felix (1882–1946), deutscher Physiker
- Jentzsch, Gerhard (* 1946), deutscher Geophysiker
- Jentzsch, Hans, Dresdner Ratsherr und Bürgermeister
- Jentzsch, Hans Gabriel (1862–1930), deutscher Grafiker, Illustrator und Karikaturist
- Jentzsch, Heber (* 1935), US-amerikanischer Präsident der Scientology-Kirche
- Jentzsch, Heinz (1917–1994), deutscher SS-Hauptscharführer und verurteilter Kriegsverbrecher
- Jentzsch, Heinz (1920–2012), deutscher Trainer im deutschen Galoppsport
- Jentzsch, Johann Gottfried (1759–1826), deutscher Landschaftsmaler, Zeichner und Kupferstecher
- Jentzsch, Kerstin (* 1964), deutsche Journalistin, Schriftstellerin und Dozentin
- Jentzsch, Marco, deutscher Opernsänger (Tenor)
- Jentzsch, Martin (1879–1967), deutscher evangelischer Pfarrer, Kirchenlieddichter
- Jentzsch, Michael (* 1975), deutscher Autor und Comedian
- Jentzsch, Olaf (* 1958), deutscher Radrennfahrer
- Jentzsch, Robert (1890–1918), deutscher Mathematiker
- Jentzsch, Ronny (* 1976), deutscher Songwriter, Komponist und Musikproduzent
- Jentzsch, Simon (* 1976), deutsch-britischer FußballtorhüterSimon Jentzsch (* 1976)

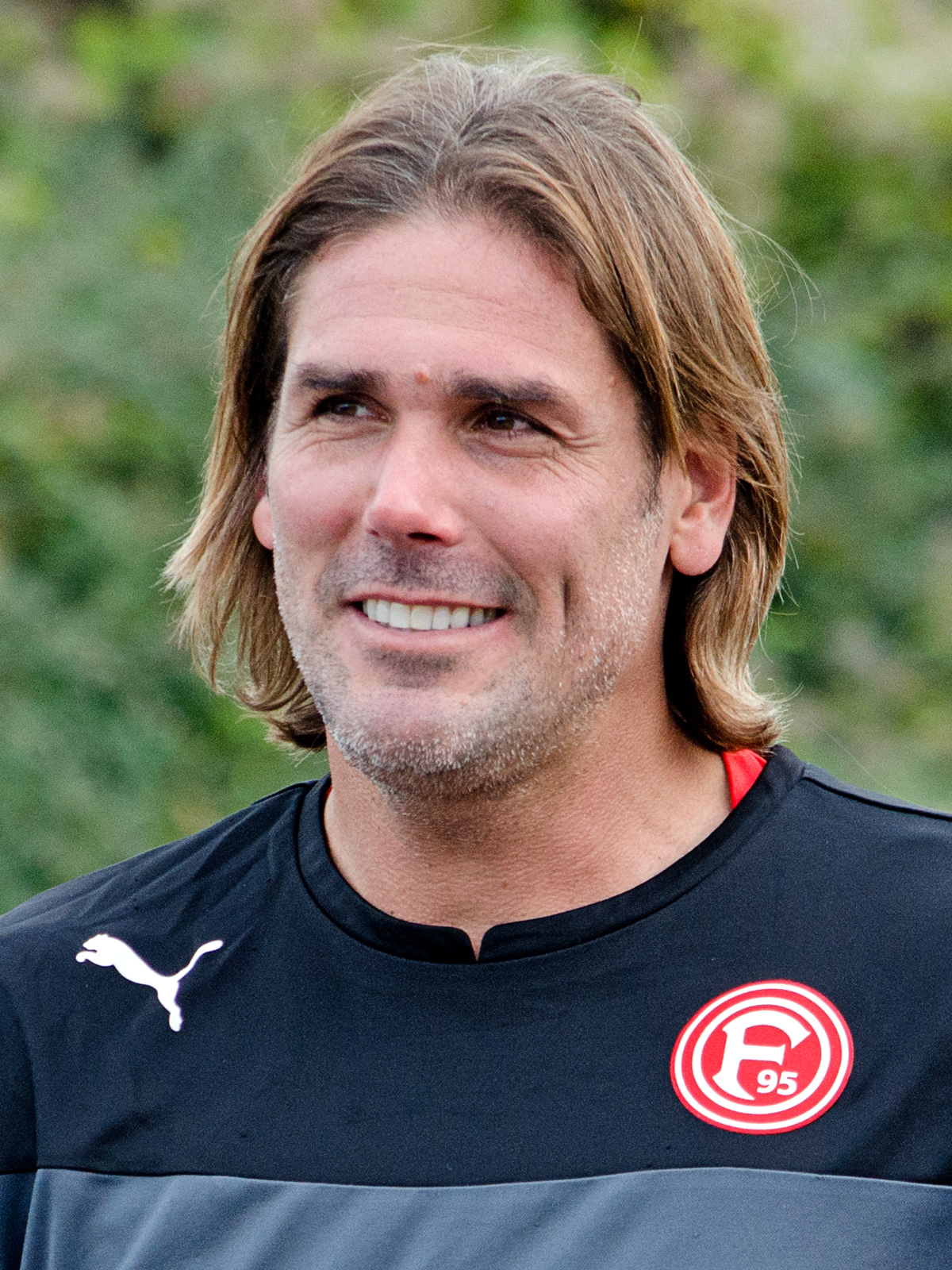
Simon Jentzsch (* 1976)

- Jentzsch, Taro (* 2000), deutscher Eishockeyspieler
- Jentzsch, Walther (1833–1916), deutscher Verwaltungsjurist, Landrat in Paderborn
- Jentzsch, Wilfried (* 1941), deutscher Komponist
- Jentzsch, Wilhelm (1910–1989), deutscher Politiker (FDP), MdB
- Jentzsch, Willi (1886–1936), deutscher Lehrer und Politiker

### Jenu
- Jenukidse, Abel (1877–1937), sowjetischer Politiker
- Jenull, Franz (1949–2017), österreichischer Maler
- Jenull, Johann (1773–1853), österreichischer Jurist
- Jenull, Sebastian (1777–1848), österreichischer Jurist

### Jeny
- Jenyns, Leonard (1800–1893), britischer Geistlicher, Zoologe und Botaniker

### Jenz
- Jenz, Daniel (* 1982), deutscher Opernsänger der Stimmlage Tenor
- Jenz, Moritz (* 1999), deutscher Fußballspieler
- Jenzen, Igor (* 1956), deutscher Kunsthistoriker
- Jenzen, Konrad (1882–1975), deutscher Telegraphenbeamter und Politiker (DtSP, NSDAP), MdR
- Jenzer, Carlo (1937–1997), Schweizer Pädagoge
- Jenzer, Emil (1908–1995), Schweizer Buchdrucker und Schriftsetzer
- Jenzer, Fritz (1907–1985), Schweizer Maler und Grafiker
- Jenzok, Otto (1928–1984), deutscher Politiker (CDU), MdL
- Jenzsch, Gustav (1830–1877), deutscher Geologe und Mineraloge